# Lịch sử quân sự Nhật Bản
| Lịch sử Nhật Bản | Lịch sử Nhật Bản |
| --- | ---------------- |
| Tiền sửThời kỳ đồ đá cũ ~15000 TCN Thời kỳ Jōmon (Thằng Văn) ~15000 TCN–300 TCN Thời kỳ Yayoi (Di Sinh) tk 4 TCN–tk 3 |                  |
| Cổ đạiThời kỳ Kofun (Cổ Phần) tk 3–tk 7 Thời kỳ Asuka (Phi Điểu) 592–710 Thời kỳ Nara (Nại Lương) 710–794 Thời kỳ Heian (Bình An) 794–1185 |                  |
| Phong kiếnThời kỳ Kamakura (Liêm Thương) 1185–1333 Tân chính Kemmu (Kiến Vũ) 1333–1336 Thời kỳ Muromachi (Thất Đinh) 1336–1573 Thời kỳ Nam-Bắc triều 1336–1392 Thời kỳ Chiến Quốc 1467–1590 Thời kỳ Azuchi-Momoyama (An Thổ-Đào Sơn) 1573–1603 Mậu dịch Nanban (Nam Man) Chiến tranh Nhật Bản – Triều Tiên 1592–1598 Thời kỳ Edo/Tokugawa (Giang Hộ/Đức Xuyên)1603–1868 Chiến tranh Nhật Bản – Lưu Cầu Chiến dịch Ōsaka (Đại Phản) Tỏa Quốc Đoàn thám hiểm Perry Hiệp ước Kanagawa (Thần Nại Xuyên) Bakumatsu (Mạc mạt) Minh Trị Duy tân Chiến tranh Boshin (Mậu Thìn) |                  |
| Hiện đạiThời kỳ Minh Trị (Meiji) 1868–1912 Nhật xâm lược Đài Loan 1874 Chiến tranh Tây Nam Chiến tranh Nhật–Thanh Hiệp ước Mã Quan Chiến tranh Ất Mùi 1895 Phong trào Nghĩa Hòa Đoàn Hòa ước Portsmouth Hiệp ước Nhật–Triều 1910 Thời kỳ Đại Chính (Taishō) 1912-1926 Nhật Bản trong Thế chiến thứ nhất Sự can thiệp của Nhật Bản vào Siberia Đại thảm họa động đất Kantō 1923 Thời kỳ Chiêu Hòa (Shōwa) 1926–1989 Chủ nghĩa quân phiệt Nhật Bản Sự kiện Phụng Thiên Nhật Bản xâm lược Mãn Châu Hiệp ước chống Quốc tế Cộng sản Chiến tranh Trung–Nhật Cuộc tấn công Trân Châu Cảng Vụ ném bom nguyên tử xuống Hiroshima và Nagasaki Chiến tranh Xô–Nhật Nhật Bản đầu hàng Thời kỳ bị chiếm đóng 1945-1952 Nhật Bản thời hậu chiếm đóng Kỳ tích kinh tế Nhật Bản thời hậu chiến Thời kỳ Bình Thành (Heisei) 1989–2019 Thập niên mất mát Động đất Kobe 1995 Cool Japan Động đất và sóng thần Tōhoku 2011 Thời kỳ Lệnh Hòa (Reiwa) 2019–nay Đại dịch COVID-19 tại Nhật Bản |                  |
| Xem thêm Thiên hoàng • Niên biểu • Đế quốc Nhật Bản Kinh tế • Giáo dục • Quân sự • Hải quân • Di sản thế giới |                  |
| x t s |                  |

Lịch sử quân sự Nhật Bản mô tả cuộc chiến tranh phong kiến kéo dài nhằm tiến tới việc ổn định trong nước, sau đó cùng với việc viễn chinh ra bên ngoài cho tới khi phát triển thành chủ nghĩa đế quốc. Rồi lên đến cực điểm trong hai cuộc thế chiến và cuối cùng kết thúc với sự kiện Nhật Bản đầu hàng quân Đồng minh trong Chiến tranh thế giới thứ 2. Kể từ đó, hiến pháp Nhật Bản đã ngăn cấm việc sử dụng lực lượng quân sự để tiến hành chiến tranh với bất kỳ quốc gia nào khác.
Ngoại trừ tính từ lúc quân Đồng Minh chiếm đóng Nhật Bản sau Thế chiến II, theo các tài liệu lịch sử ghi nhận thì đảo quốc Nhật Bản chưa bao giờ bị một thế lực ngoại xâm nào xâm chiếm thành công hoàn toàn.

## Tiền sử

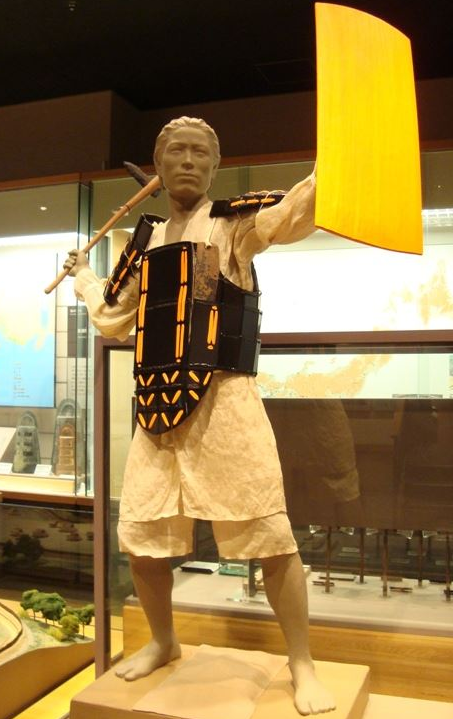
Bản sao áo giáp gỗ Yayoi. Bảo tàng lịch sử quốc gia Nhật Bản.

Theo nghiên cứu của giới khảo cổ học gần đây thì những cư dân ban đầu tại Nhật Bản đã biết sử dụng và chế tạo những công cụ bằng đá như mũi dao, mảnh lưỡi gươm, những cái nạo, lưỡi dao và rìu thông qua những di vật để lại trong những hang hốc con người ở và những bộ xương người được đào lên cho thấy vết tích của một cuộc chiến tranh sơ khai giữa các bộ tộc, bộ lạc khác nhau ở quần đảo Nhật Bản. Một số nhà lý luận tin rằng trong khoảng thời gian ngắn sau thời kỳ Yayoi ngựa được một số nhóm dân cư mang từ bán đảo Triều Tiên sang miền nam đảo Kyushu, sau đó dần dần lan rộng ra đến phía bắc đảo Honshu, Ngựa cưỡi và công cụ bằng sắt lần đầu tiên được người Triều Tiên truyền bá và giới thiệu tại đảo quốc này.

### Thời kỳ Jomon (10,000 – 300 TCN)
Người Jōmon là những người định cư đầu tiên của quần đảo Nhật Bản. Thời kỳ Jōmon là khoảng thời gian ở thời tiền sử Nhật Bản giữa 14.000 - 1000 trước công nguyên trong thời gian Nhật Bản sống trong một nền văn hóa săn bắt và hái lượm, đạt đến một mức độ định canh và phức tạp văn hóa đáng kể. Cái tên "đánh dấu dây" lần đầu tiên được áp dụng bởi học giả người Mỹ Edward S. Morse, người đã phát hiện ra mảnh vỡ của đồ gốm vào năm 1877 và sau đó được dịch sang tiếng Nhật là  jōmon . Phong cách gốm đặc trưng của các giai đoạn đầu tiên của văn hóa Jōmon được trang trí bằng cách ấn các dây vào bề mặt đất sét ướt và thường được chấp nhận là một trong những lâu đời nhất ở Đông Á và thế giới.
Vào cuối thời kỳ Jomon (khoảng 300 TCN) đã xuất hiện làng mạc và thị trấn được bao quanh bởi tường thành và các hàng rào bằng gỗ do bạo lực gia tăng trong hoặc giữa các cộng đồng dân cư, đôi khi có loại đường hào khô ráo và đường hào chứa nước xung quanh làng mở ra một loại hình thức thiết kế mới nhằm ưu tiên cho việc phòng thủ với các bộ tộc và cư dân thù địch. Một số thi thể đã được khai quật và tìm thấy những chấn thương mũi tên ở đầu và các bộ phận khác. Cư dân Nhật Bản thời kỳ này đã biết sử dụng các chủng loại vũ khí đa dạng trong các cuộc chiến đấu như kiếm, dây quăng đá, giáo, lao, cung và tên.

### Thời kỳ Yayoi (300 TCN – 250)
Khoảng đầu thế kỷ thứ 3 TCN, hàng hóa bằng đồng và kỹ thuật chế tạo đồng được du nhập từ lục địa Châu Á vào Nhật Bản, Công cụ và vũ khí bằng sắt cũng như ngựa được giới thiệu vào Nhật Bản vào gần cuối thời kỳ này và đầu thời kỳ Yamato. Giới khảo cổ học phát hiện thấy vũ khí bằng đồng và sắt không được sử dụng cho mục tiêu chiến tranh mãi cho đến sau này, đặc biệt là vào đầu thời kỳ Yamato, vũ khí kim loại được tìm thấy từ phần còn lại dưới các chứng tích đào được lại không thích hợp để làm vũ khí. Việc chuyển đổi từ thời Jomon sang Yayoi, và sau đó đến thời kỳ Yamato, đánh dấu một tiến trình thay đổi bằng các cuộc chiến tranh bạo lực nhằm đẩy những người bản địa nhanh chóng rời đi để rồi được những kẻ xâm lược và công nghệ quân sự tối tân của họ thay thế dần.
Khoảng thời gian này, theo ghi chép của các tài liệu lịch sử thì bắt đầu từ thời nhà Hán lần đầu tiên có nhắc đến sự tồn tại của vương quốc Oa (hay Wa trong tiếng Nhật), lúc bấy giờ người Nhật sống không thành một quốc gia thống nhất như Trung Quốc mà tách ra thành hơn một trăm cộng đồng nhỏ và sau thu gọn lại thành 30 tiểu quốc. Sau 70 – 80 năm, đảo quốc rơi vào cảnh rối loạn và chiến tranh liên miên Một tiểu quốc mà sử sách Trung Quốc quan tâm đến nhất là tiểu quốc được một nữ hoàng vừa là phù thủy có tên Pimiko (hay Himiko trong tiếng Nhật) thống trị. Nữ hoàng chính thức phái sứ thần tên là Nashomi sang cống nạp nô lệ và vải vóc và thiết lập quan hệ ngoại giao với nhà Tào Ngụy thời Tam Quốc.

## Cổ đại

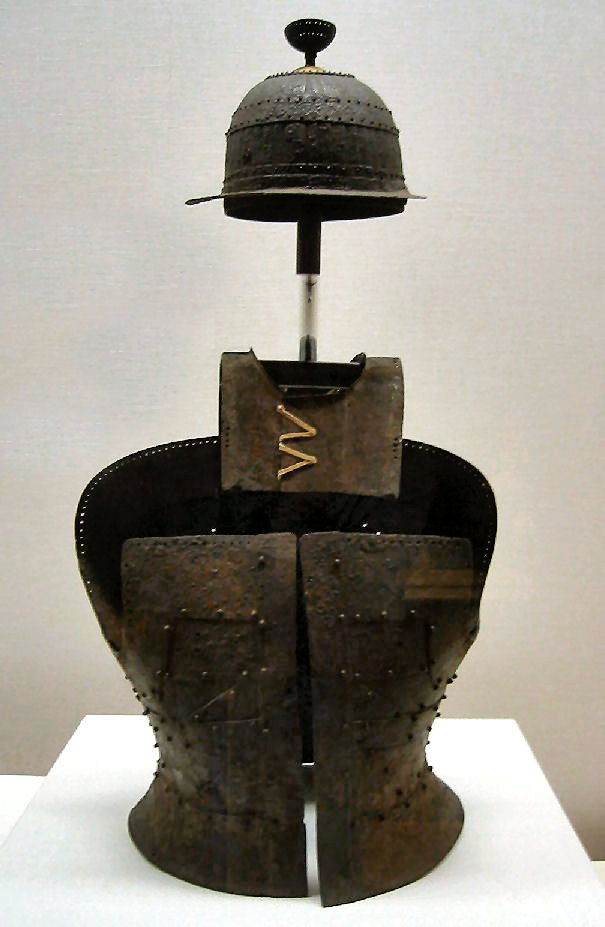
Mũ và áo giáp sắt, được trang trí bằng đồng mạ vàng vào thời kỳ Kofun thế kỷ 5 tại Bảo tàng Quốc gia Tokyo.

Vào cuối thế kỷ thứ 4, nhà nước sơ khai Yamato hình thành và định cư tại đồng bằng Nara với sự kiểm soát số lượng lớn các khu vực xung quanh, những người cai trị Yamato còn thực hiện việc trao đổi đại diện ngoại giao với ba nước ở bán đảo Triều Tiên vào thời Tam Quốc Triều Tiên và các vương triều phong kiến ở Trung Quốc. Theo ghi chép trong bộ Nihon Shoki đã khẳng định nhà nước Yamato có thực lực rất mạnh đủ để gửi quân chống lại sự bành trướng của vương quốc Cao Câu Ly hùng mạnh đang thống trị bán đảo Triều Tiên vào thời điểm đó.
Triều đình Yamato còn có mối quan hệ chặt chẽ với vương quốc Bách Tế ở vùng Tây Nam bán đảo, thông qua sự giao lưu văn hóa với nhau mà Yamato đã du nhập Phật giáo và chữ viết Trung Quốc từ bán đảo Triều Tiên để từ đó dẫn tới sự biến đổi mãnh liệt của nền văn minh Nhật Bản. Khi Bách Tế cầu xin sự giúp đỡ quân sự của Yamato thì vương quốc này đã bị liên minh nhà Đường Trung Quốc và Tân La đánh bại tại trận Baekgang vào năm 663. Kết quả là người Nhật bị xua đuổi khỏi bán đảo Triều Tiên. Để bảo vệ quần đảo Nhật Bản, triều đình Yamato đã cho xây dựng một loạt căn cứ quân sự tại Dazaifu, Fukuoka tại đảo Kyushu.
Gần cuối thời kỳ Heian, các samurai đã trở thành một lực lượng chính trị mạnh mẽ, vì vậy Nhật Bản bắt đầu chuyển sang thời kỳ phong kiến.

### Thời kỳ Yamato (250 – 710)
Nhật Bản cổ đại có mối quan hệ chặt chẽ với Liên minh Gaya và vương quốc Bách Tế ở bán đảo Triều Tiên. Liên minh Gaya cũng tiến hành trao đổi và buôn bán hàng hóa với số lượng áo giáp sắt và vũ khí dồi dào sang Oa Quốc.
Năm 552, vua của Bách Tế ở Triều Tiên đã cầu viện triều đình Yamato gửi quân giúp họ chống lại kẻ thù lân cận là vương quốc Tân La và đồng minh nhà Đường ở Trung Quốc. Nhà vua này có gửi đến triều đình Yamato một tượng Phật bằng đồng và vàng cùng một số kinh điển Phật giáo và một bức thư ca ngợi Phật giáo. Những món quà này đã gây ra sự chuyển biến sâu sắc về tôn giáo và mối quan tâm mạnh mẽ của Nhật Bản về Phật giáo.
Trận Baekgang (白 村 江, Bạch Tôn Giang) diễn ra vào năm 663, gần kết thúc của thời kỳ Tam Quốc Triều Tiên. Theo tài liệu Sử ký Nhật Bản cho biết Yamato đã gửi 32.000 quân và 1.000 tàu chiến để hỗ trợ Bách Tế chống lại liên minh quân sự Tân La-Đường. Tuy nhiên, hạm đội Tân La-Đường đã chặn lại và đánh bại hạm đội tàu chiến này cùng lúc. Bách Tế đứng trước nguy cơ thiếu viện trợ và bị lực lượng Tân La và nhà Đường bao vây trên đất liền, đã bị tiêu diệt. Một nước Tân La thù địch tiến hành ngăn cản Nhật Bản có thêm bất kỳ sự liên hệ có ý nghĩa nào với bán đảo Triều Tiên mãi cho đến sau này. Người Nhật liền sau đó chuyển mối quan hệ ngoại giao và thông thương trực tiếp sang Trung Quốc.

### Thời kỳ Nara (710 -784)
Thời kỳ Nara chính là sự khởi đầu của văn hóa và nền văn minh Nhật Bản. Trong giai đoạn này, cũng như nhiều dân tộc khác ở Á Đông, người Nhật chịu ảnh hưởng mạnh của văn hóa Trung Hoa. Nhật Bản lần đầu tiên hình thành và phát triển Phật giáo, hệ thống chữ viết Trung Quốc, và lễ trà. Các tiểu quốc xung quanh được thống nhất thành một nhà nước trung ương tập quyền hùng cường, bắt đầu xuất hiện nền tảng cơ bản của hệ thống phong kiến.
Trong khi phần lớn kỷ luật, vũ khí, áo giáp, và kỹ thuật của các samurai chưa thực sự phát triển nhưng các chiến binh phong kiến Nhật Bản đã sớm hình thành bao gồm các đơn vị quân sự như cung thủ, kiếm sĩ, và lính cầm thương, đa số vũ khí và trang thiết bị đều mang đậm dấu ấn của Trung Quốc.
Thời kỳ Nara chứng kiến việc bổ nhiệm  Sei-i Tai - shōgun  đầu tiên, Ōtomo no Otomaro bởi Thiên hoàng vào năm 794 sau Công nguyên. Shōgun là nhà độc tài quân sự của Nhật Bản với quyền lực gần như tuyệt đối trên các lãnh thổ thông qua quân đội. Otomaro được tuyên bố là "Sei-i Taishōgun" có nghĩa là "Chinh di Đại tướng quân". Thiên hoàng Kanmu đã trao danh hiệu Sei-i Tai-shōgun thứ hai cho Sakanoue no Tamuramaro vì đã khuất phục Emishi ở phía bắc Honshu.

### Thời kỳ Heian (794 – 1185)
Quân sự Nhật Bản vào thời kỳ Heian, chủ yếu bao gồm các cuộc xung đột và những trận đánh giữa các gia tộc samurai đầy quyền lực chính trị và có sức ảnh hưởng lớn, đặc biệt là các cuộc giao chiến nhằm giành quyền thừa kế ngôi vị Thiên hoàng.
Các Thiên Hoàng và triều đình luôn phải đấu tranh chống lại sự kiểm soát chuyên quyền của gia tộc Fujiwara, mà hầu như chỉ độc quyền giữ chức vụ nhiếp chính (Sesshō và Kampaku). Việc cai quản chính quyền bằng quan nhiếp chính trở thành luật lệ. Triều đình mất thực quyền kiểm soát đất nước, chỉ còn nắm vai trò đại diện. Phúc lợi công cộng bị coi nhẹ. Người đứng đầu các tỉnh trở nên tham nhũng và lười nhác. Chủ nhân của các khu trang ấp (shoen) thành lập các nhóm võ sĩ để tự vệ, tạo ra sự mở đầu của hệ thống samurai (võ sĩ, cận vệ có vũ trang) và sự xuất hiện của lực lượng tăng binh. Các cuộc xung đột phong kiến về đất đai, chính trị, quyền lực, và ảnh hưởng cuối cùng lên tới đỉnh điểm trong chiến tranh Genpei giữa gia tộc Taira và Minamoto, cùng một số lượng lớn các gia tộc nhỏ hơn liên minh với bên này hoặc bên kia. Sự kết thúc của Chiến tranh Genpei đánh dấu chấm dứt thời kỳ Heian và bắt đầu thời kỳ Kamakura.
Trong thời gian này, samurai vẫn còn ở dạng sơ khai, chủ yếu ban đầu các samurai bắt nguồn từ các kỵ binh, bộ binh và cung binh ở Nhật vào thế kỷ thứ 6, trước khi hình thành một tầng lớp kiếm sĩ mới như sau này. Gần như tất cả các trận giao chiến trong thời kỳ Heian, trước khi giao chiến giữa hai bên, cung thủ sẽ bắn một loạt tên được tẩm lửa vào quân đối phương, sau đó bộ binh xông lên phía trước với vũ khí cơ bản là kiếm và dao găm, tiến hành đánh giáp lá cà với quân đối phương.
Các cuộc xung đột thế kỷ 12, đặc biệt là cuộc chiến tranh Genpei, và sự kiện thiết lập Mạc phủ Kamakura sau đó, đánh dấu sự nổi lên của tầng lớp quý tộc samurai ở triều đình (公家, Kuge, Công Gia). chế độ Mạc phủ, về cơ bản là chính phủ quân sự, thống trị nền chính trị Nhật Bản trong gần bảy trăm năm (1185-1868), phá vỡ quyền lực của Hoàng đế và của triều đình.
Quân sự nói chung vào thời kỳ này cũng đánh dấu một sự thay đổi quan trọng từ một nhà nước được thống nhất trong hòa bình tương đối chống lại các mối đe dọa bên ngoài, không còn sợ hãi các thế lực ngoại xâm vào xâm chiếm và thay vào đó tập trung vào việc phân chia nội bộ và các cuộc đụng độ, xung đột và mâu thuẫn nội bộ giữa các phe phái xã hội. Ngoại trừ những cuộc xâm lược của quân Mông Cổ của thế kỷ 13, Nhật Bản không còn phải lo đối mặt với mối đe dọa đáng kể từ bên ngoài cho đến khi có sự xuất hiện của người Châu Âu vào thế kỷ 16. Như vậy, lịch sử quân sự trước hiện đại của Nhật Bản chủ yếu được xác định không phải bởi cuộc chiến tranh với các quốc gia khác, mà thường chủ yếu là do các cuộc xung đột nội bộ và tranh chấp quyền lực trong triều đình.

## Trung cổ

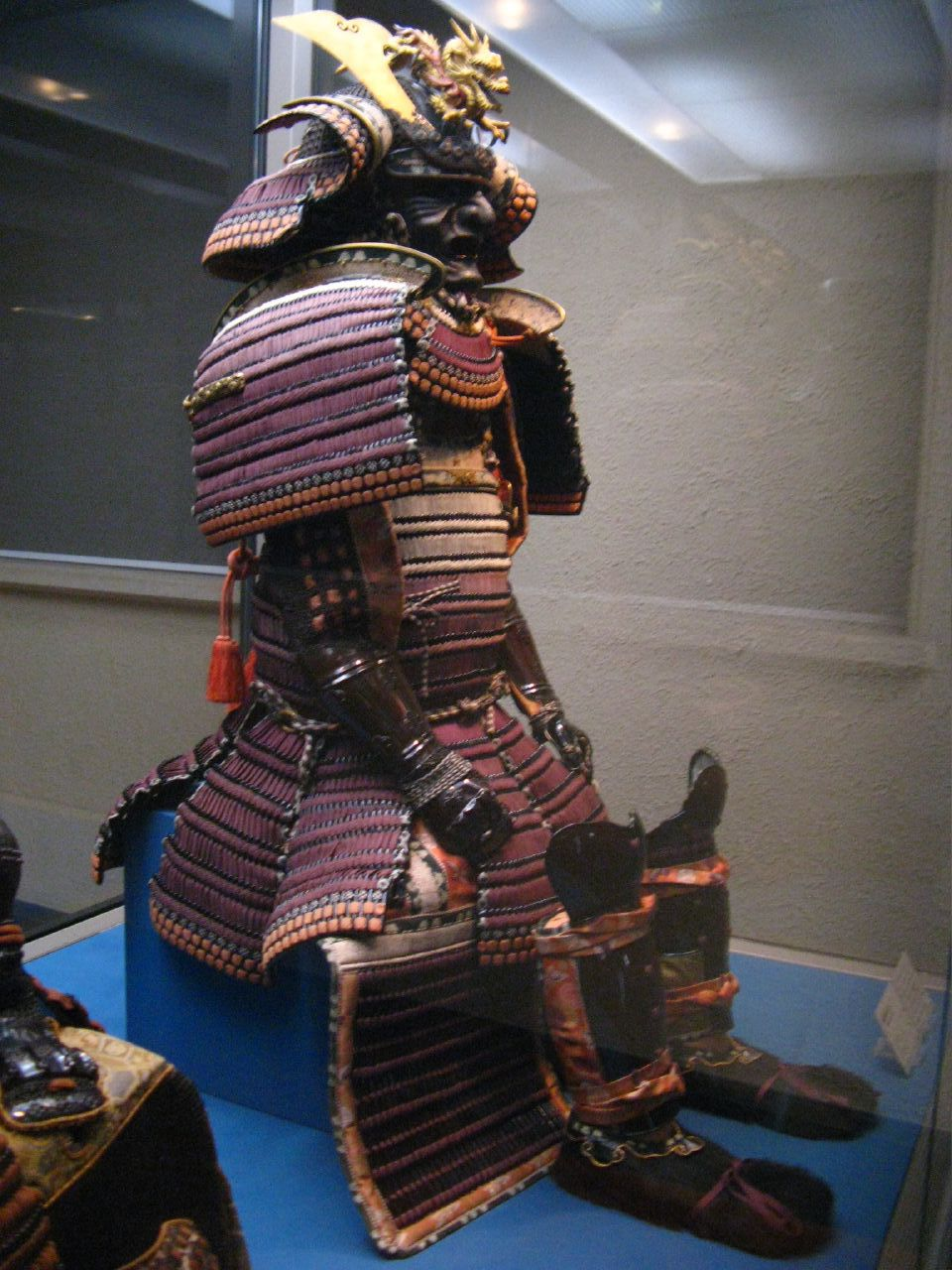
Áo giáp Samurai (kozane dou (dō) gusoku)

Giai đoạn này được đánh dấu bởi sự chuyển hướng từ các trận chiến được thực hiện trên lưng ngựa, chuyển sang một loạt những cuộc xung đột với quy mô lớn giữa các gia tộc nhằm giành lấy quyền kiểm soát Nhật Bản. Trong thời kỳ Kamakura, Nhật Bản đẩy lui thành công cuộc xâm lược của quân Mông Cổ và bắt đầu thay đổi từ quân tình nguyện sang quân đội nhập ngũ với cốt lõi là samurai đóng vai trò như là một lực lượng ưu tú đồng thời còn chỉ huy quân đội. Sau gần năm mươi năm xung đột gay gắt nhằm giành quyền kiểm soát ngôi vị hoàng đế, thời kỳ Muromachi dưới thời Mạc phủ Ashikaga là một giai đoạn hòa bình ngắn ngủi trước khi hệ thống quản lý truyền thống của chính quyền thuộc triều đình sụp đổ. Thống đốc tỉnh và các quan chức khác thuộc chính phủ Hoàng gia chuyển đổi thành một tầng lớp daimyō mới (lãnh chúa phong kiến), đưa quần đảo Nhật Bản vào tình trạng chia rẽ, mất ổn định và chiến tranh liên miên giữa các gia tộc và lãnh chúa phong kiến mới kéo dài suốt 150 năm tiếp theo.

### Thời kỳ Kamakura (1185 – 1333)
Trước khi thành lập Mạc phủ Kamakura, quyền lực dân sự ở Nhật Bản chủ yếu được nắm giữ bởi các Thiên hoàng cầm quyền và nhiếp chính của họ. Các nhiếp chính thường được bổ nhiệm từ hàng ngũ quan lại của triều đình và các gia tộc quý tộc đã chiến đấu ở đó. Các vấn đề quân sự đã được xử lý dưới sự bảo trợ của chính quyền dân sự. Sau khi khuất phục gia tộc Taira thù địch, gia tộc Minamoto chính thức thành lập Mạc phủ Kamakura vào năm 1185, mang lại một thời kỳ hòa bình yên ổn sau gần một thế kỷ chiến tranh và loạn lạc. Các trận chiến trong thời kỳ này chủ yếu là các cuộc chiến đàn áp các cuộc nổi loạn của Minamoto. Gia đình vợ của Yoritomo, nhà Hōjō, nắm quyền lực từ các  shougun  nhà Kamakura. Khi con trai và người thừa kế của Yoritomo bị ám sát, chính  shougun  đã trở thành một chức vụ cha truyền con nối. Sức mạnh thực sự thuộc về các nhiếp chính Hōjō. Mạc phủ Kamakura kéo dài gần 150 năm, từ 1192 đến 1333. Cuộc xâm lược của người Mông Cổ ở Nhật Bản (1274 và 1281) là những cuộc chiến quan trọng nhất của thời kỳ Kamakura và xác định các sự kiện trong lịch sử Nhật Bản.
Vị trí từ xa của Nhật Bản làm cho nó an toàn chống lại những kẻ xâm lược từ lục địa châu Á. Quần đảo Nhật Bản được bao quanh bởi những vùng biển rộng lớn và có địa hình đồi núi hiểm trở với những con sông dốc. Kyushu gần điểm cực nam của bán đảo Triều Tiên với khoảng cách 190 km (120 mi). Khoảng cách đó gần gấp 6 lần so với Anh đến Pháp 33,3 km (20,7 mi). Trong suốt lịch sử, Nhật Bản không bao giờ bị xâm chiếm hoàn toàn và cũng không bị thực dân xâm chiếm. Nhật Bản chỉ đầu hàng một lần sau Thế chiến II.
Gorō Nyūdō Masamune (五郎入道正宗 Priest Gorō Masamune, c.1264–1343), được công nhận là thợ rèn vĩ đại nhất của Nhật Bản. Ông đã tạo ra những thanh kiếm và dao găm tốt nhất (được gọi là tachi và tantō), trong truyền thống  Soshu .

#### Cuộc xâm lược của quân Mông Cổ lần thứ nhất (1274)

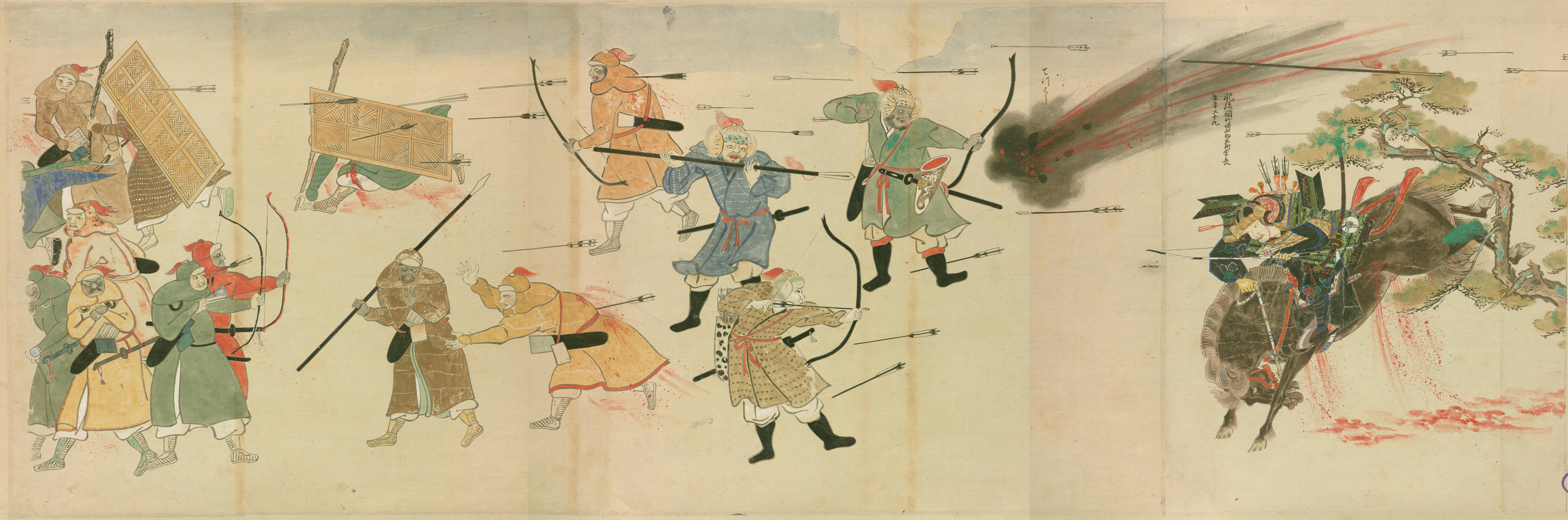
Samurai Takezaki Suenaga chạm trán quân Nguyên-Mông trong chiến dịch xâm lược Nhật Bản.Mōko Shūrai Ekotoba (蒙古襲来絵詞), circa 1293.

Vào thời gian này, người Mông Cổ đã thống nhất hoàn toàn Trung Quốc, thủ lĩnh Mông Cổ Hốt Tất Liệt lên ngôi Hoàng đế, thành lập nhà Nguyên, đóng đô tại Bắc Kinh. Sau đó, họ đã cố gắng xâm chiếm Nhật Bản hai lần. Đầu tháng 10 năm 1274, trận Bun'ei bắt đầu với một lực lượng kết hợp giữa quân Mông Cổ và quân Triều Tiên. Họ đến trên tàu và chiếm giữ các đảo Tsushima, đảo Iki, đảo Hirato, Taka và Nokono của Nhật Bản. Người Mông Cổ tàn sát cư dân Tsushima và khoảng 1000 lính Nhật bị giết trên đảo Iki. Khi người Mông Cổ đến lục địa Kyushu của Nhật Bản, họ đã chạm trán với quân đội Nhật Bản thực sự đầu tiên. Trong trận Akasaka, người Nhật đã giành chiến thắng với một cuộc tấn công bất ngờ của lực lượng Kikuchi Takefusa. Chiến thắng thứ hai là tại Trận Torikai-Gata, nơi các samurai của Takezaki Suenaga và Shiraishi Michiyasu giết chết 3.500 người Mông Cổ. Quân đội Mông Cổ và Hong Dagu rút về tàu của họ về phía nhà Nguyên. Quân đội Nhật Bản đã tiến hành các cuộc tấn công ban đêm và giết chết càng nhiều binh sĩ càng tốt. Vào đêm 19 tháng 10, một cơn bão đã khiến một phần ba số tàu trở về của họ bị chìm và nhiều binh sĩ Mông Cổ bị chết đuối. Cơn bão này được gọi là Kamikaze có nghĩa là 'Thần Phong'.

#### Cuộc xâm lược của quân Mông Cổ lần thứ hai (1281)
Mạc phủ Kamakura đã lường trước một cuộc xâm lược thứ hai nên họ đã xây dựng các bức tường và pháo đài dọc theo bờ biển và tập hợp lực lượng để bảo vệ nó. Cuộc xâm lược của người Mông Cổ lần thứ hai là cuộc xâm lược hải quân lớn nhất trong lịch sử cho đến D-Day. Vào mùa xuân năm 1281, Hốt Tất Liệt đã gửi hai lực lượng riêng biệt. Một hạm đội 900 tàu chứa 40.000 quân Nguyên được gửi đến từ Masan, Hàn Quốc, trong khi một đội quân thậm chí còn lớn hơn 100.000 từ miền nam Trung Quốc trong 3.500 tàu. Người Mông Cổ đã lên kế hoạch cho một cuộc tấn công phối hợp áp đảo của các hạm đội nhà Nguyên. Hạm đội quân Nguyên đã bị trì hoãn do khó khăn trong việc cung cấp và điều khiển một số lượng lớn tàu thuyền.
Điều này lên đến đỉnh điểm trong trận chiến Kōan. Đông Lộ quân đã đến Vịnh Hakata tại Kyushu vào ngày 21 tháng 6 năm 1281. Họ đã tiến công mà không có lực lượng phía nam lớn hơn. Sóng của samurai phản ứng và ngăn chặn người Mông Cổ hình thành một bãi biển. Các samurai đã sử dụng một chiến thuật quấy rối bằng cách lên tàu của quân Nguyên bằng những chiếc thuyền nhỏ vào ban đêm. Họ đã giết nhiều quân Nguyên trong vịnh và các samurai rời đi trước bình minh. Điều này khiến cho quân Nguyên rút lui về Tsushima. Trong vài tuần tới, có tới 3000 quân Nguyên đã bị giết trong các khu vực gần đó. Vào ngày 16 tháng 7, chiếc tàu đầu tiên của lực lượng phía Nam đã đến. Đến ngày 12 tháng 8, hai hạm đội đã sẵn sàng tấn công Nhật Bản. Tuy nhiên, vào ngày 15 tháng 8, một cơn bão lớn (kamikaze) đã tấn công eo biển Tsushima. Nó kéo dài hai ngày và phá hủy hầu hết hạm đội quân Nguyên. Hơn 4.000 tàu đã bị phá hủy trong cơn bão; 80 phần trăm binh lính nhà Nguyên bị chết đuối hoặc bị samurai giết chết trên các bãi biển. Tổn thất tàu là rất lớn đến nỗi "một người có thể đi bộ từ điểm này sang điểm khác trên một đống đổ nát".
Trang thiết bị, chiến thuật, và quan điểm quân sự của samurai và đối thủ Mông Cổ của họ khác nhau rất nhiều, và trong khi cả hai cuộc xâm lược thất bại thảm hại, ảnh hưởng và phát triển của họ đã thay đổi đáng kể cách thức tiến hành chiến tranh của các samurai. samurai vẫn gắn liền với những ý tưởng chiến đấu duy nhất, đó là trận chiến danh dự giữa cá nhân các chiến binh, và các yếu tố nghi lễ nhất định của trận chiến, chẳng hạn như một loạt cung thủ sẽ trao đổi tư cách đạo đức trước khi tiến hành cuộc chiến tay đối tay. Người Mông Cổ, tất nhiên, không biết gì về tục lệ của người Nhật, nhưng chiến thuật tấn công của họ có phần hữu hiệu hơn đối phương. Họ không lựa chọn tiến hành trận đấu danh dự giữa các cá nhân thường diễn ra phổ biến ở Nhật Bản lúc bấy giờ, mà thường tấn công trên lưng ngựa, với các loại súng khác nhau và cung Mông Cổ nổi tiếng bấy giờ, đột kích dữ dội vào hàng ngũ kẻ thù, mặc sức chém giết mà không cần quan tâm đến quan niệm về lễ nghi theo kiểu Nhật. Mặc dù kiểu cưỡi ngựa bắn cung và chiến đấu đóng vai trò chính yếu trong các cuộc chiến ở Nhật Bản cũng như tại thời điểm này, quân Mông Cổ ngày nay vẫn nổi tiếng về lòng can đảm và sức chiến đấu mạnh của kỵ binh và kỵ binh bắn cung.
Chiến thuật, thái độ và vũ khí của samurai cũng một phần bị ảnh hưởng trực tiếp bởi những kinh nghiệm, và cách thức tiến hành chiến tranh của người Mông Cổ. Trong giai đoạn này người Nhật đã bắt đầu chuyển sang sử dụng vũ khí dài, tương tự như đại đao, gọi là naginata (trường đao) và dùng bộ binh thay vì kỵ mã để chiến đấu.

#### Kusunoki Masashige

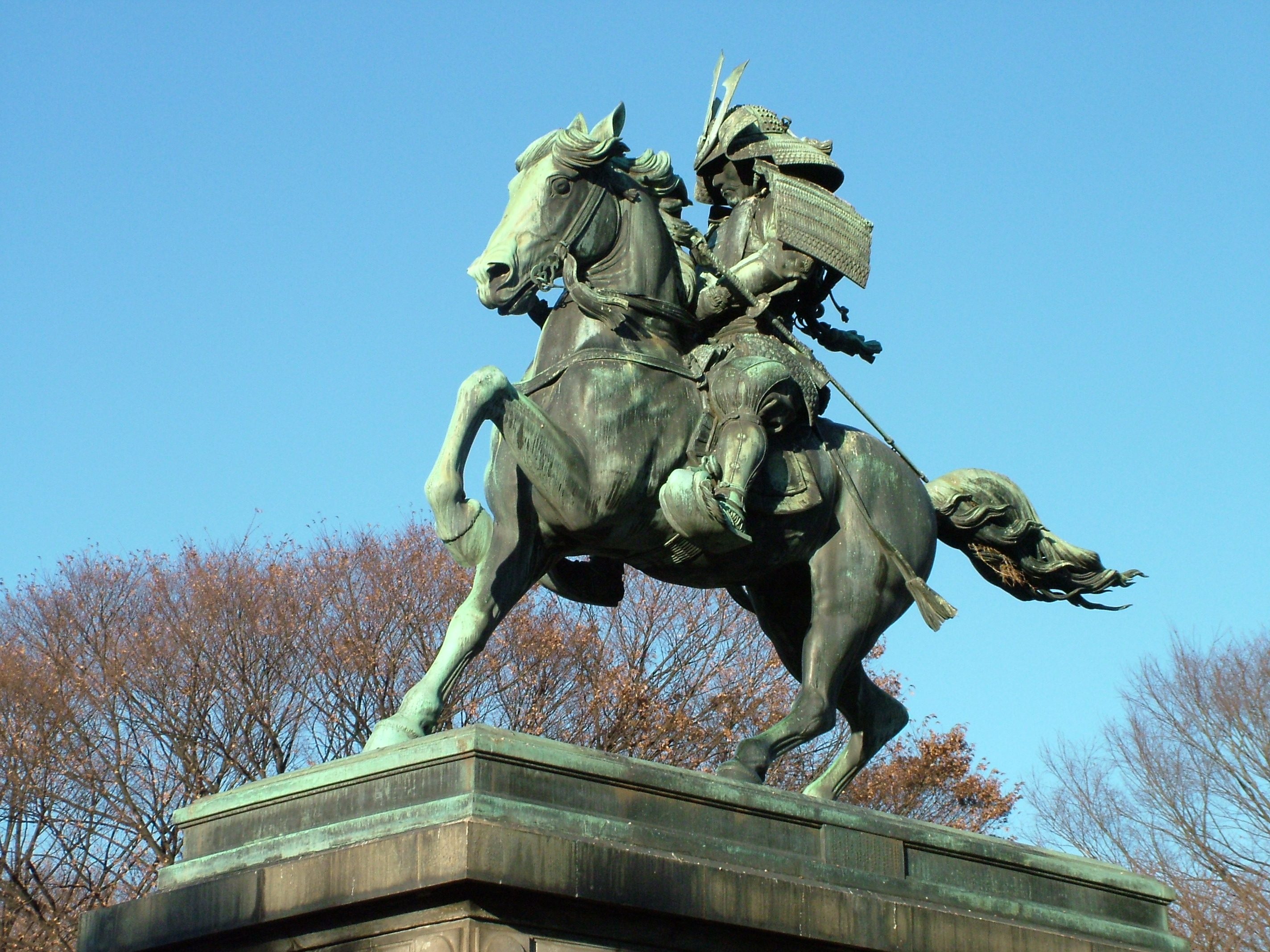
Tượng Kusunoki Masashige

Một trong những samurai vĩ đại nhất là Kusunoki Masashige. Anh ta sống trong thời kỳ Kamakura và đại diện cho lý tưởng về lòng trung thành của samurai. Kusunoki đã chiến đấu chống lại Mạc phủ Kamakura trong Cuộc chiến Genkō (1331-1333) để khôi phục quyền lực cho Thiên hoàng Go-Daigo. Kusunoki cũng là một nhà chiến thuật và chiến lược gia xuất sắc. Sự bảo vệ của hai pháo đài trung thành chủ chốt tại Akasaka, Cuộc bao vây Akasaka, và Chihaya, Cuộc bao vây của Chihaya, đã giúp Thiên hoàng Go-Daigo để nhanh chóng lấy lại quyền lực. Năm 1333, Go-Daigo đã thưởng cho Kusunoki hai tỉnh Settsu và Kawachi. Chính phủ Meiji truy phong cho Kusunoki tước Nhất đẳng công vào năm 1880. Kusunoki "trong lịch sử của đất nước mình như là một hình mẫu lý tưởng của một chiến binh với đầy đủ các phẩm chất cá nhân và phẩm chất quân nhân cao."

### Thời kỳ Muromachi (1336 – 1467)
Vào năm 1331, Thiên hoàng Go-Daigo phát động một cuộc nổi dậy mà sử sách thường gọi là chiến tranh Genko nhằm chống lại Mạc phủ đương thời. Sau một thời gian ngắn dưới sự cai trị thực sự của triều đình, năm 1336, Mạc phủ Ashikaga được thành lập, và một loạt các cuộc xung đột giữa Thiên hoàng và Mạc phủ cùng các gia tộc ủng hộ khác bắt đầu biến thành cuộc chiến tranh Nam Bắc triều (南北朝時代 | Nanbokuchō) kéo dài suốt hơn nửa thế kỷ. Dù thành công trong nỗ lực chống quân Nguyên Mông giai đoạn trước, nhưng cuộc chiến với đối phương không cân sức đến từ lục địa đã đẩy đất nước tới những khó khăn và phân rã sau này, khi phải giải quyết những vấn đề của giai đoạn hậu chiến. Lòng dân ly tán, triều đình phân liệt. Bắc triều do Ashikaga Takauji thành lập ở Kyoto. Nam triều do Thiên hoàng Go-Daigo cai trị đầu tiên ở Yoshino (Nara). Giữa hai triều đình liên tục nổ ra những cuộc chiến nhằm duy trì và củng cố quyền lực, về sau Nam triều thất bại.
Trong giai đoạn này, các trận chiến lớn với số quân đông hơn, và ít nghi thức hơn. Mặc dù các trận giao chiến lẻ tẻ và các yếu tố khác của nghi lễ và chiến đấu danh giá vẫn còn tồn tại, tổ chức chiến lược và chiến thuật dưới quyền của các chỉ huy quân sự bắt đầu xuất hiện, cùng với đội hình tổ chức sâu rộng, lớn và phân chia trong quân đội. Kỹ thuật rèn kiếm bắt đầu xuất hiện trong thời kỳ này lưỡi dao, linh hoạt nhưng rất cứng và sắc nét; thanh katana, và vô số vũ khí tương tự hoặc liên quan đến lưỡi kiếm, xuất hiện vào thời gian này và sẽ thống trị vũ khí Nhật Bản mãi cho đến tận giữa thế kỷ 20. Kết quả là sự chuyển đổi của samurai từ cung thủ sang kiếm sỹ.

### Thời kỳ Sengoku (1467 – 1603)

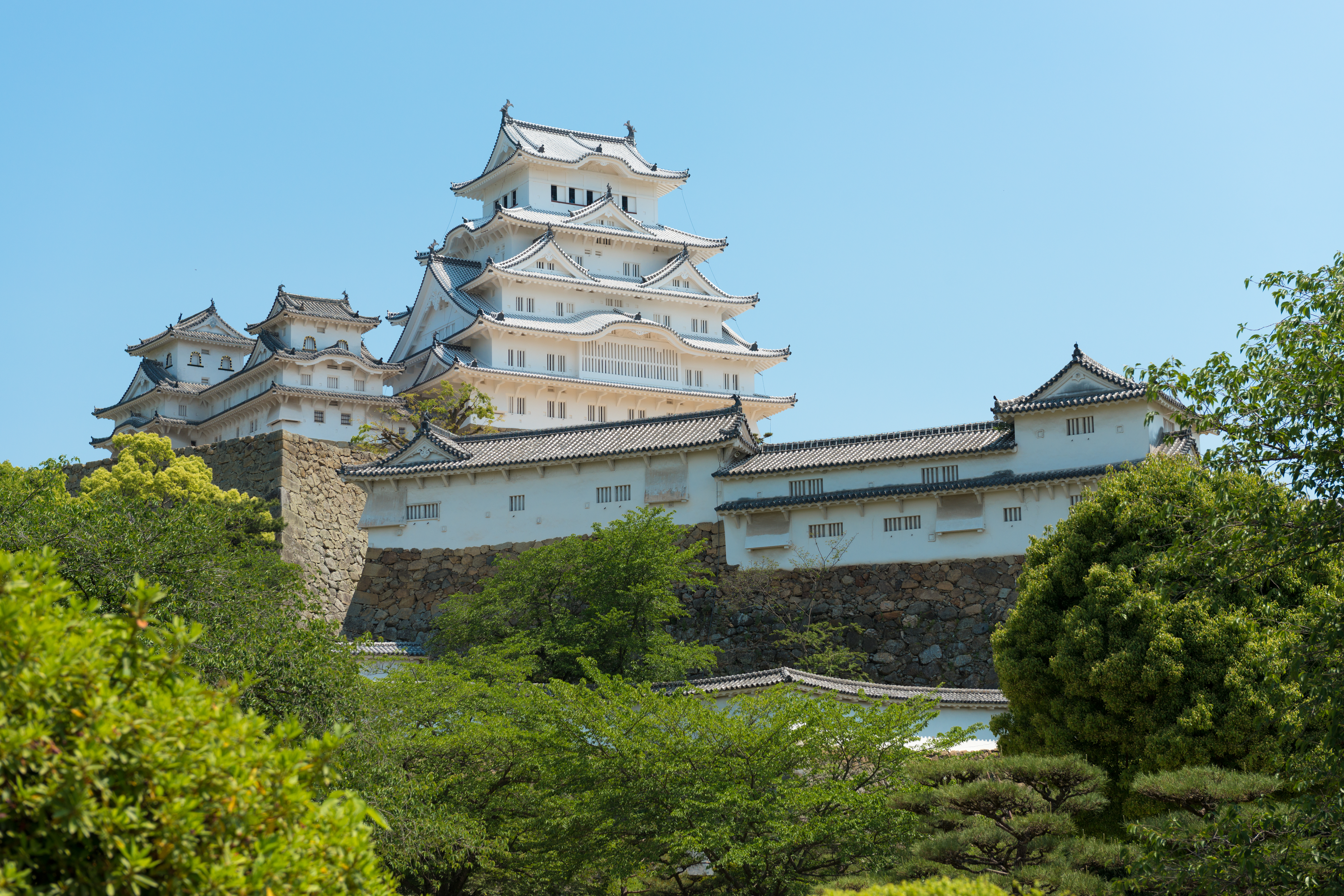
Lâu đài Himeji

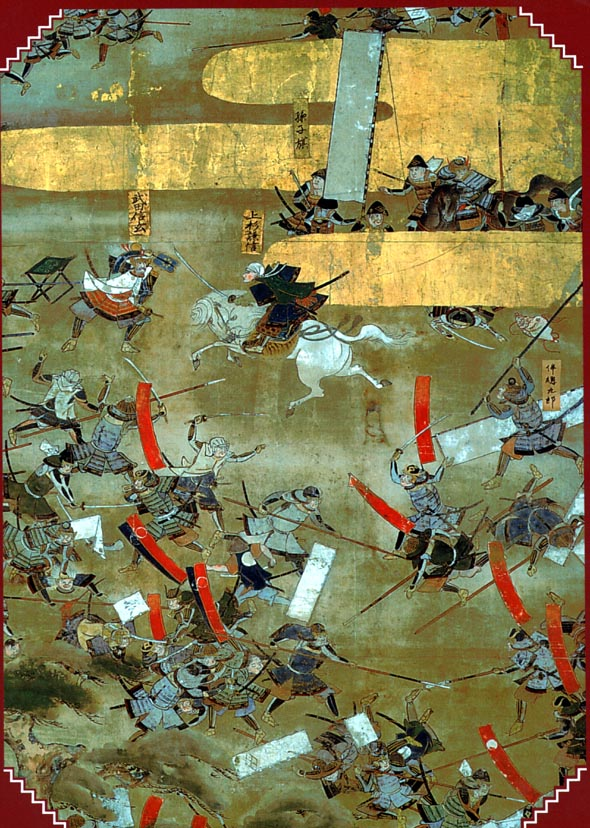
Sự miêu tả về trận chiến cá nhân huyền thoại giữa Kenshin và Shingen trong Trận chiến Kawanakajima lần thứ tư (1561)

Sau hơn một thế kỷ kể từ khi chấm dứt chiến tranh Nam Bắc triều, hòa bình được lập lại dưới sự kiểm soát tương đối yếu ớt của Mạc phủ Ashikaga giờ đây đang có nguy cơ bùng nổ cuộc chiến tranh Ōnin. Trong gần mười năm chiến tranh kéo dài đã biến thủ đô Kyoto thành bãi chiến trường và nhiều thành phố khác bị tàn phá nặng nề.
Quyền lực của Mạc phủ và triều đình Thiên hoàng dần suy yếu, tạo cơ hội cho các thủ hộ (shugo) và đại danh (daimyō) nổi lên, các tổ chức tôn giáo như Ikkō-ikki cùng các lãnh chúa, gia tộc lớn, nhỏ trên toàn quốc bắt đầu lao vào một cuộc chiến đẫm máu, thôn tính lẫn nhau nhằm mở rộng lãnh thổ kéo dài suốt 150 năm trong lịch sử Nhật Bản được sử sách gọi là thời kỳ Chiến Quốc (戦国; Sengoku) sau thời kỳ Chiến Quốc trong lịch sử Trung Quốc Cổ Đại. Có khoảng hơn một trăm lãnh thổ dưới sự cai trị của các gia tộc rơi vào vòng xoáy của chiến tranh và sát phạt đẫm máu, lần đầu tiên có sự xuất hiện của súng hỏa mai và người châu Âu trên quần đảo Nhật Bản.
Rất nhiều sự kiện quan trọng và sự phát triển quan trong về lĩnh vực quân sự đã diễn ra trong giai đoạn này, từ những tiến bộ trong việc thiết kế lâu đài cho tới sự chiến thuật đột kích của kỵ binh, các chiến lược và chiến dịch có quy mô lớn ngày càng phát triển xa hơn nữa, với sự xuất hiện của những vũ khí mới đã thay đổi đáng kể cách thức tiến hành chiến tranh và cách chiến đấu của quân đội.
Thành phần quân đội thay đổi dần cùng với những chiến lược mới ra đời, đặc biện là sự xuất hiện của lính bộ binh đi chân đất ashigaru, được trang bị giáo dài (yari) đóng vai trò phối hợp tác chiến cùng với kỵ binh, cung thủ, và pháo thủ tạo thành một kiểu chiến thuật mới nâng sức chiến đấu của quân đội lên cao và có khả năng gây sát thương nặng nề cho đối phương. Chiến thuật vây hãm và kỹ thuật chế tạo vũ khí càng được cải thiện. Các trận hải chiến có phần thay đổi bằng cách sử dụng thuyền để di chuyển quân sĩ vào bên trong tầm bắn của cung tên hoặc Arquebus, sau đó khi đã áp sát thuyền kẻ địch thì tiến hành chiến đấu cận chiến giữa hai bên tương tự như các trận hải chiến ở châu Âu thời Trung Cổ.
Cuộc cạnh tranh lâu dài giữa daimyo Takeda Shingen của tỉnh Kai và Uesugi Kenshin của tỉnh Echigo là huyền thoại. Trận Kawanakajima giữa quân đội của Shingen và Kenshin (1553–1564) là một trong những câu chuyện đáng trân trọng nhất trong lịch sử quân sự Nhật Bản và là hình ảnh thu nhỏ của sự hào hiệp và lãng mạn của Nhật Bản. Chúng được đề cập trong văn học sử thi, in mộc bản và phim ảnh.
Trong cuộc xung đột đầu tiên giữa Shingen và Kenshin họ đã rất thận trọng, chỉ cam kết với những cuộc giao tranh thiếu quyết đoán. Có tổng cộng năm trận đấu trong Kawanakajima. Chỉ có trận chiến thứ tư là trận chiến quan trọng, toàn diện giữa hai người.Trong trận chiến thứ tư, lực lượng của Kenshin đã quét sạch đường đi qua quân Takeda và Kenshin giao chiến với Shingen trong một trận chiến. Kenshin tấn công Shingen bằng thanh kiếm của mình trong khi Shingen phòng thủ với quạt chiến Nhật Bản (tessen). Cả hai lãnh chúa đều mất nhiều người trong cuộc chiến này và đặc biệt là Shingen mất hai tướng chính của mình, Yamamoto Kansuke và em trai của ông Takeda Nobushige. Sau cái chết của Shingen, Tokugawa Ieyasu đã vay mượn rất nhiều từ những đổi mới của chính phủ và quân đội của Shingen sau khi ông lãnh đạo tỉnh Kai trong thời gian Toyotomi Hideyoshi lên nắm quyền. Nhiều thiết kế trong số này đã được sử dụng bởi Mạc phủ Tokugawa.
Gia tộc Hậu Hōjō, cai trị xung quanh khu vực đồng bằng Kantō, là những người đầu tiên thiết lập mạng lưới gồm các lâu đài vệ tinh, và việc phối hợp các mặt phòng thủ và tấn công của lâu đài cùng sự yểm trợ của súng thần công. Gia tộc Takeda, dưới quyền lãnh đạo của Takeda Shingen, đã phát triển kiểu chiến thuật đội hình kỵ binh đột kích, tỏ ra khá hiệu quả khi sử dụng để tấn công bộ binh, bọc hậu, đánh dọc sườn và phá tan đội hình cùng uy hiếp tinh thần của quân đội đối phương mặc dù cuộc tranh luận vẫn tiếp tục đến ngày nay và sự phù hợp của thuật ngữ này khi so sánh chúng với kiểu đột kích của kỵ binh phương Tây. Thời kỳ này có vô số sự phát triển chiến lược và chiến thuật mới, cùng một số trận vây hãm trận lớn nhất và kéo dài nhất trong lịch sử thế giới cận đại.

### Thời kỳ Azuchi-Momoyama (1568 – 1600)

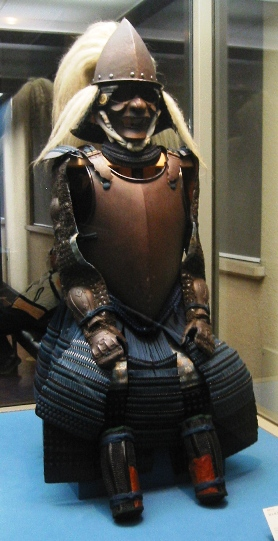
Áo giáp Nanban của quân miền Tây vào thế kỷ 16.

Thời kỳ này được tên cho một lâu đài có tầm mức quan trọng, đánh dấu sự ra đời của súng cầm tay, sau khi tiếp xúc với người Bồ Đào Nha, thứ vũ khí mới này đã làm thay đổi cả chiến thuật và chiến lược, khiến cho các trận giao chiến ngày càng ác liệt và đẫm máu, không còn dựa vào chiến đấu cá nhân và những ảnh hưởng của các khái niệm về lòng dũng cảm và danh dự cá nhân.
Vào năm 1543, arquebus được một nhóm người Bồ Đào Nha lưu lạc trên một chiếc thuyền Trung Quốc bị trôi dạt vào đảo Tanegashima ở phần cực nam đảo Kyushu giới thiệu và được sử dụng lần đầu tiên ở Nhật Bản, mặc dù việc giới thiệu loại vũ khí mới này của họ tỏ ra không có hiệu ứng gì đặc biệt gây ấn tượng với người Nhật trong nhiều thập kỷ, mãi cho đến thập niên 1560, hàng ngàn loại vũ khí có sử dụng thuốc súng mới được các lãnh chúa và các gia tộc lớn nhỏ sử dụng phổ biến tại Nhật Bản, súng ống bắt đầu có tác dụng và ảnh hưởng lâu dài về mặt chiến thuật và chiến lược trong các trận chiến tại Nhật Bản, cả cách bố trí quân đội, và kiến trúc lâu đài.
Trận Nagashino diễn ra vào năm 1575, khoảng 3000 lính cầm súng Arquebus do Oda Nobunaga chỉ huy ra lệnh tấn công hàng ngũ kỵ binh samurai của đối phương đang tiến gần vào trận địa đã bị đốn ngã hàng loạt và bị tiêu diệt hoàn toàn với thiệt hại khá nặng, là một trong những ví dụ chính chứng tỏ hiệu quả của loại vũ khí mới này. Tuy nhiên súng Arquebus có một số nhược điểm như độ chính xác không cao và thời gian nạp đạn quá lâu, lính cầm súng Arquebus hoặc teppō (鉄 炮) trong tiếng Nhật, không phải lúc nào cũng chiếm ưu thế về hỏa lực và giành chiến thắng tuyệt đối trong các trận chiến, Oda Nobunaga, Toyotomi Hideyoshi, và một số tướng lãnh khác, đã phát triển nhiều kiểu chiến thuật mới cho phù với súng Arquebus và có thể tận dụng tối đa lợi thế lớn nhất của nó trong khi giao tranh với quân thù. Tại Nagashino, Nobunaga re lệnh cho pháo thủ giấu đằng sau rào chắn bằng gỗ, có gắn gai lớn bằng gỗ để ngăn chặn kỵ binh, khi có hiệu lệnh nổi lên thì binh sĩ sẽ thay phiên nhau bắn một loạt đạn và nấp đằng tấm gỗ để nạp đạn lại và cứ thế tiếp tục quy trình này cho đến khi nào quân đội đối phương hoảng loạn và tan vỡ đội hình thì phát động toàn quân tổng tiến công.
Giống như ở châu Âu, thuốc súng hầu như không thể tác chiến được khi trời đổ mưa, súng sẽ bị ướt và hỏa lực suy yếu, có thể gây nguy hiểm trong một số trận đánh. Tuy nhiên một trong những lợi thế chính của thứ vũ khí mới này là chỉ cần mất vài năm huấn luyện là đã có thể tác chiến được, lúc đầu mới du nhập chỉ có tầng lớp samurai mới được phép sử dụng súng, về sau do chiến tranh ngày càng lan rộng ra toàn quốc, một số lãnh chúa đã bắt đầu trang bị hàng loạt cho lính bộ binh, ngay cả những người lính bộ binh không được huấn luyện thường xuyên cũng có khả năng sử dụng được súng, trên chiến trường thì các samurai bị cản trở bởi thanh kiếm và cung tên mà họ mang theo, thường giao chiến theo kiểu chiến thuật đội hình bộ binh hoặc kỵ binh, có nhiệm vụ xông lên tuyến đầu đầu và giữ vững đội hình toàn quân, trong khi đó các ashigaru thì cầm súng và được bố trí, sắp xếp ở tuyến sau có nhiệm vụ phối hợp tác chiến và hỗ trợ phòng thủ. Một số chiến binh hoặc tăng binh của các giáo phái Phật giáo, bắt đầu sản xuất vũ khí trong các xưởng đúc thường được sử dụng để làm chuông đồng cho các chùa, Theo cách này, Ikkō-ikki là một nhóm nhà sư và tín đồ cuồng tín tôn giáo, đã sử dụng súng vào việc phòng thủ Ishiyama Honganji một trong những thánh đường kiêm pháo đài được bảo vệ tốt nhất cả nước. Ikki và một số chiến binh thuộc các phe phái tôn giáo khác nắm giữ quyền lực chính trị và quân sự đáng kể, và họ đã chiến đấu ác liệt trong một số trận chiến nhằm chống lại các lãnh chúa đầy uy quyền và những gia tộc samurai hùng mạnh có ý định đàn áp họ. 
Mặc dù mầm móng của thời Chiến Quốc đã bắt đầu nổi lên kể từ khi bùng nổ cuộc chiến tranh Onin vào năm 1467, chiến tranh dần phát triển lớn và xuất hiện thêm nhiều chiến thuật phức tạp hơn nữa, gần giữa và cuối thời Chiến Quốc, cục diện đã có sự thay đổi lớn, từ các cuộc sát phạt và thôn tính lẫn nhau giữa các lãnh chúa và gia tộc lớn khiến cho sự thống nhất ngày càng được hình thành, đầu tiên là Oda Nobunaga, sau đó Toyotomi Hideyoshi tiếp tục kế thừa, và cuối cùng là Tokugawa Ieyasu.
Khoảng năm 1592 đến 1598 Toyotomi Hideyoshi đã phát động một chiến dịch với quy mô lớn mà sử sách thường gọi là cuộc chiến tranh Nhật Bản-Triều Tiên, mục đích nhằm thôn tính bán đảo Triều Tiên, mở một con đường sang Trung Quốc lúc bấy giờ thuộc nhà Minh, sau khi vua Triều Tiên từ chối cho phép quân Nhật được hành quân qua nước này, Mặc dù quân đội Nhật Bản đã chiếm đóng gần như hầu hết lãnh thổ Triều Tiên, thậm chí tiến quân đến tận sông Áp Lục, nhưng về mặt thủy chiến thì lực lượng hải quân Nhật Bản lại bị Hải quân Joseon đánh bại. Ngoài ra, Trung Quốc còn gửi viện trợ quân sự và quyết định gửi quân sang phối hợp với quân Triều Tiên chống lại Nhật Bản. Sau khi Hideyoshi qua đời, năm 1598, Hội đồng Ngũ Nguyên lão ra lệnh cho đám tàn quân Nhật còn lại ở lại bán đảo Triều Tiên buộc phải rút lui toàn bộ về nước, chấm dứt chiến tranh.
Tokugawa Ieyasu, một trong những nhiếp chính trong hội đồng, nắm quyền kiểm soát hầu hết lực lượng quân sự của cựu lãnh đạo. Năm 1600 ông giành chiến thắng tại trận Sekigahara, sau ông đó ra sức củng cố sự cai trị và kiểm soát chặt chẽ các lãnh chúa và gia tộc quy thuận dưới quyền ông. Năm 1603, ông được nhận danh hiệu tướng quân, tuy về mặt danh nghĩa chỉ đứng sau Thiên hoàng nhưng trên thực tế ông đã trở thành một nhà cai trị toàn bộ nước Nhật Bản, đồng thời còn thiết lập Mạc phủ Tokugawa và những quy chế ràng buộc chư hầu đã chấm dứt thời đại Chiến Quốc và bắt đầu bước vào thời kỳ Edo. Mạc phủ Tokugawa là Mạc phủ cuối cùng cho đến khi Minh Trị Duy tân năm 1867.

### Thời kỳ Edo (1603 – 1867)
Giai đoạn này tương đối ổn định và yên bình kéo dài suốt gần 300 năm, dưới sự thống trị của Mạc phủ Tokugawa. Đây là một nền hòa bình bị ép buộc, được duy trì thông qua một loạt các biện pháp làm suy yếu và khống chế các daimyo nhằm đảm bảo lòng trung thành của họ đối với Mạc phủ, đồng thời các tướng quân của dòng họ Tokugawa, sau khi tiêu diệt các đối thủ chống đối, đã thực hiện chính sách phi quân sự hóa xã hội bằng cách giới hạn việc sở hữu vũ khí, Mạc phủ còn ra lệnh hủy tất cả vũ khí, ngoại trừ các lâu đài trong những lãnh địa quyền quý là có quyền giữ lại. Ngoài ra các tướng quân Tokugawa cũng ngăn cấm người dân quan hệ với thế giới bên ngoài thông qua chính sách "bế quan toả cảng", kiểm duyệt mọi sách vở nước ngoài nhất là những sách đề cập đến quân sự và tập trung nền ngoại thương của đất nước vào cảng Nagasaki xa xôi. Nền hòa bình dưới thời Tokugawa đã bị phá vỡ trong một khoảng thời gian ngắn trước khi bạo lực bùng nổ và những mâu thuẫn, xung đột với các phiên (han) ngày càng dâng cao trong những năm 1860, sau cùng các phiên dưới sự lãnh đạo của hai phiên chính là Satsuma và Chosu đã tiến hành cuộc chinh phạt và lật đổ Mạc phủ Tokugawa, dẫn đến công cuộc Minh Trị Duy Tân vào năm 1868 mãi mãi làm thay đổi toàn nước Nhật trong tương lai.
Trận vây hãm Osaka trong hai năm 1614-1615, do Toyotomi Hideyori, người kế thừa của Hideyoshi cùng với liên minh giữa các gia tộc và một số nhóm người thù địch phát động nhằm chống lại Mạc phủ Tokugawa. Đây thực sự là một trận chiến samurai với quy mô lớn, về mặt chiến thuật và chiến lược, cách thức tiến hành cuộc chiến bao vây kéo dài, và những nguyên nhân chính trị đằng sau nó, trận vây hãm Osaka được xem là cuộc xung đột cuối cùng của thời kỳ Chiến Quốc.
Bên ngoài trận vây hãm Osaka, và những cuộc xung đột cuối cùng trong những năm 1850 – 60, bạo lực trong thời Edo bị hạn chế chỉ còn lại những vụ giao tranh nhỏ trên đường phố, những cuộc nổi loạn của nông dân, và việc thi hành những hạn chế hàng hải, cấm đạo Thiên Chúa vào những năm 1630, 40. Sự truyền bá của đạo Thiên Chúa cùng với các nhà truyền giáo Bồ Đào Nha đến Nhật Bản với những thương nhân Trung Quốc và phương Tây ngày càng nhiều, được xem là mối đe dọa đến sự thống nhất và ổn định của nhà nước Mạc phủ Tokugawa. Với một số ngoại lệ rất đặc biệt, người nước ngoài đã bị nhà cầm quyền cấm vào các khu vực bên trong của quần đảo này, và các tín đồ Thiên Chúa giáo người Nhật bị khủng bố và ngược đãi cùng với nạn đói và những khó khăn về kinh tế vào cuối thời kỳ Edo bùng nổ một số cuộc bạo loạn và nổi dậy, lớn nhất và nổi tiếng nhất trong đó là cuộc nổi loạn Shimabara vào năm 1638.
Sau một thời gian dài hưởng thụ hòa bình, sự xuất hiện của những tàu chiến do Phó đề đốc Matthew Perry của Hải quân Hoa Kỳ đến Nhật Bản vào những năm đầu thập niên 1850, đề nghị Nhật Bản mở cửa thương mại với phương Tây sự kiện đã dẫn tới hàng loạt vụ khủng hoảng chính trị của chế độ Mạc phủ ngày càng suy yếu dần và dẫn tới sự sụp đổ vào năm 1868. Mặc dù cuối thập niên 1860, để cứu vãn tình hình khủng hoảng này, Mạc phủ cho thực thi hàng loạt cải cách phỏng theo khuôn mẫu phương Tây để xoa dịu dư luận và giải quyết xung đột, mâu thuẫn giữa các Phiên một cách hòa bình, thông qua kiến nghị chính trị và như thế, những năm xung quanh sự kiện này không phải là một cuộc cách mạng hoàn toàn không đổ máu. Sau khi chế độ Mạc phủ chính thức sụp đổ, Chiến tranh Boshin (戊辰 戦 争 Boshin Sensō) bùng nổ vào năm 1868-1869 giữa quân đội cùng những người còn trung thành với Tokugawa và lực lượng quân sự của một số Phiên ủng hộ danh nghĩa Thiên Hoàng để nắm lấy quyền lực và tiến tới thống nhất toàn quốc, mở ra một thời kỳ mới với những biến động của lịch sử quân sự Nhật Bản.

## Hiện đại

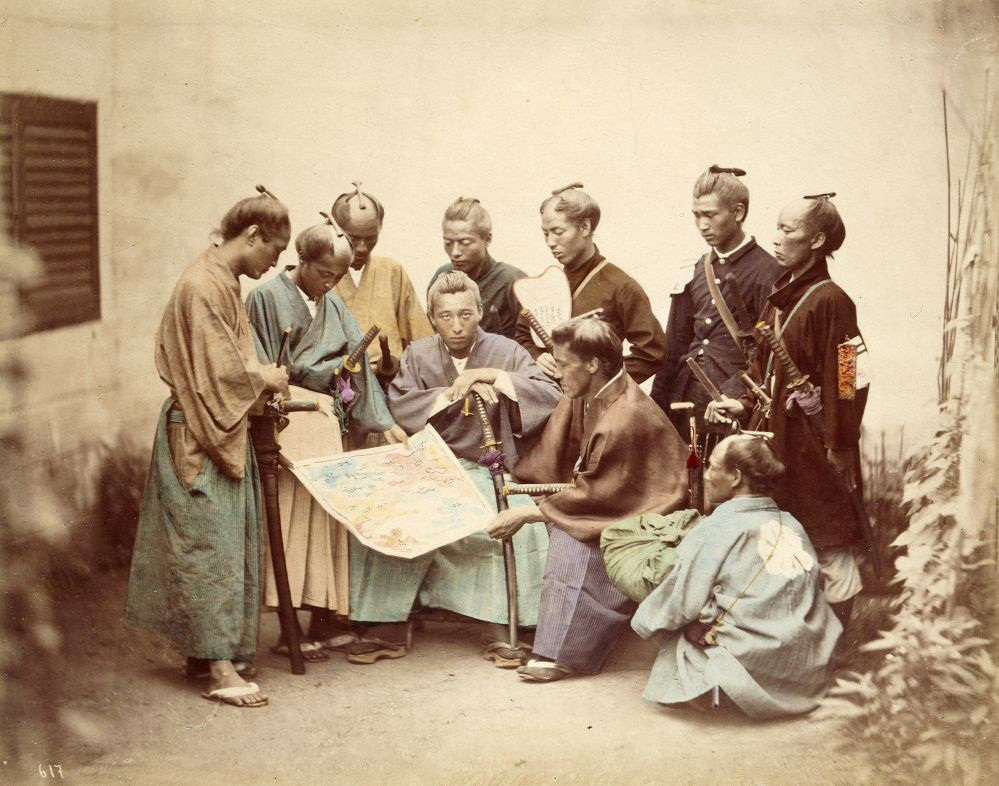
Samurai của Phiên Satsuma, trong thời kỳ chiến tranh Boshin, năm 1867. chụp bởi Felice Beato

Kể từ chuyến thăm đầu tiên của Đô đốc Perry đến Vịnh Edo vào tháng 7 năm 1853, Nhật Bản thiếu sức mạnh công nghiệp và quân sự để ngăn chặn sự ép buộc của phương Tây với các hiệp ước bất bình đẳng đã lợi dụng Nhật Bản. Nhật Bản có các lực lượng quân sự lac hậu và phi tập trung. Các lãnh chúa phong kiến đã bị áp lực ký kết nhiều hiệp ước với người Mỹ được gọi là các Hiệp ước bất bình đẳng.
Sau đó vào năm 1853, sáu công sự trên đảo với nhiều cụm pháo được xây dựng tại Odaiba trong Vịnh Edo bởi Egawa Hidetatsu của Mạc phủ Tokugawa. Mục đích là để bảo vệ Edo khỏi một sự xâm lược khác của Mỹ. Sau đó, sự phát triển công nghiệp bắt đầu để chế tạo các khẩu pháo hiện đại. Một lò phản xạ được xây dựng bởi Egawa Hidetatsu ở Nirayama để đúc đại bác. Nó được hoàn thành vào năm 1857.
Nhật Bản đã quyết tâm tránh số phận của các quốc gia châu Á khác là thuộc địa của các cường quốc phương Tây. Người dân Nhật Bản và chính phủ với Thiên hoàng Minh Trị nhận ra rằng để giữ gìn nền độc lập của Nhật Bản, phải hiện đại hóa để trở thành một nước ngang bằng với các cường quốc thực dân phương Tây. Năm 1868, Tokugawa Yoshinobu đã từ chức chấm dứt triều đại Tokugawa và Mạc phủ cuối cùng. Minh Trị Duy tân đã khôi phục các khả năng thực tế và hệ thống chính trị dưới Thiên hoàng Minh Trị. Điều này gây ra sự thay đổi lớn trong cấu trúc chính trị và xã hội của Nhật Bản từ cuối Thời kỳ Edo đến đầu Thời kỳ Minh Trị. Nhật Bản bắt đầu "thu thập trí tuệ từ khắp nơi trên thế giới" và bắt tay vào một chương trình đầy tham vọng về cải cách quân sự, xã hội, chính trị và kinh tế. Nhật Bản nhanh chóng chuyển đổi trong một thế hệ từ một [cô lập chế độ phong kiến | xã hội phong kiến] thành một quốc gia có nền công nghiệp hiện đại và một cường quốc mới nổi.
Sau một thời gian dài hòa bình, Nhật Bản đã tiến hành chính thức hiện đại hóa vũ khí bằng cách nhập khẩu vũ khí phương Tây và cuối cùng người Nhật đã có thể tự sản xuất vũ khí ngay trong nước và thuê chuyên gia nước ngoài huấn luyện quân sự cho quân đội chính phủ. Sau đó, trong một phần tư thế kỷ, Nhật Bản đã thành công trong công cuộc hiện đại hóa đến nỗi có thể triển khai những đạo quân được trang bị và tổ chức theo lối mới, với hải quân được người Anh huấn luyện, bộ binh thì do người Đức huấn luyện.
Tại lục địa châu Á, Nhật đánh bại Trung Hoa trong chiến tranh Trung-Nhật (1894 – 1895), sau đó chiếm Đài Loan (1895) và mất quyền kiểm soát trực tiếp Triều Tiên vì sự can thiệp của Nga dẫn đến bùng nổ cuộc chiến tranh Nhật-Nga (1904 – 1905), Nhật Bản trở thành quốc gia châu Á đầu tiên kể từ thời Đế quốc Mông Cổ giành chiến thắng trong một cuộc chiến tranh với một quốc gia châu Âu khác. Năm 1902, Nhật Bản lại một lần nữa đã trở thành quốc gia châu Á đầu tiên ký một hiệp ước phòng thủ chung với một quốc gia châu Âu khác là Vương quốc Anh.
Nhật Bản cũng là thế lực cuối cùng gia nhập vào việc thực dân toàn cầu. Trong thập niên 1930, 40, trước sức ép cạnh tranh và phải đối đầu với Mỹ mặc dù ngành công nghiệp trong nước vẫn còn đang phát triển, Nhật Bản bắt đầu một cuộc chiến tranh chống lại Hoa Kỳ trong Thế chiến II để giành lấy tiềm lực kinh tế và thiết lập một Đế Chế hùng mạnh ngay tại Đông Nam Á và Thái Bình Dương bất chấp tiềm lực quốc phòng và khả năng công nghiệp ít hơn của Mỹ một phần mười.
Nhật Bản đã không tham gia vào một cuộc chiến tranh lớn nào kể từ khi bị đánh bại trong Thế chiến II. Mặc dù Nhật Bản vẫn duy trì một lực lượng quốc phòng đủ để tự bảo vệ lấy mình, Hiến pháp Nhật Bản ban đầu được soạn thảo theo hướng dẫn của Tướng Douglas MacArthur năm 1945, chính thức từ bỏ chiến tranh và việc sử dụng lực lượng quân sự theo những cách tích cực hoặc gây khó chịu. Nhật Bản cũng duy trì một chính sách chống lại việc xuất khẩu thiết bị quân sự. Ngoài ra, Nhật Bản còn là quốc gia duy nhất thực hiện một chương trình thăm dò không gian không có vũ khí hạt nhân.

### Thời kỳ Minh Trị

#### Thiết lập quân đội hiện đại

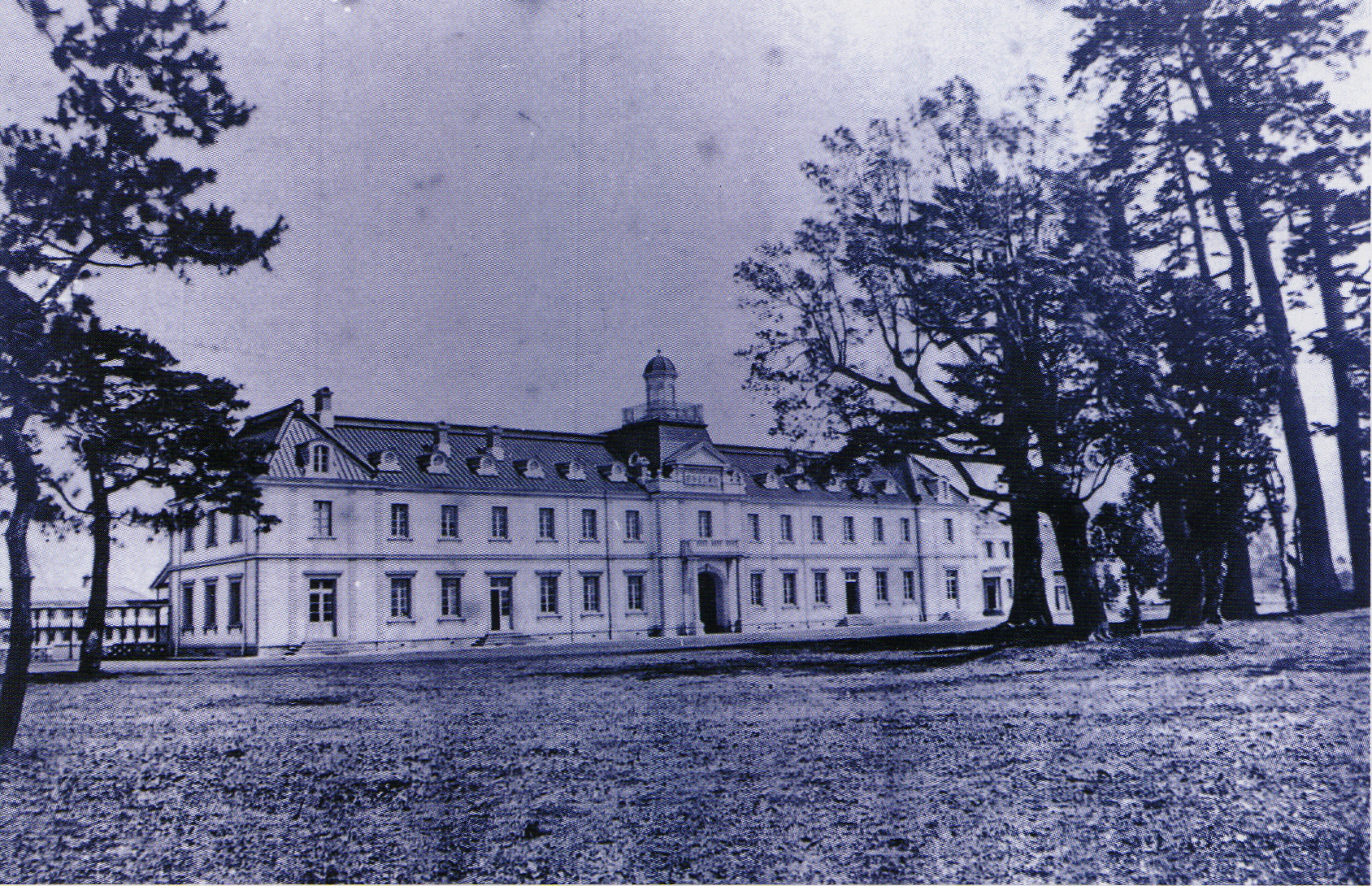
Trường Sĩ quan Lục quân tại Ichigaya, Tokyo (1874)

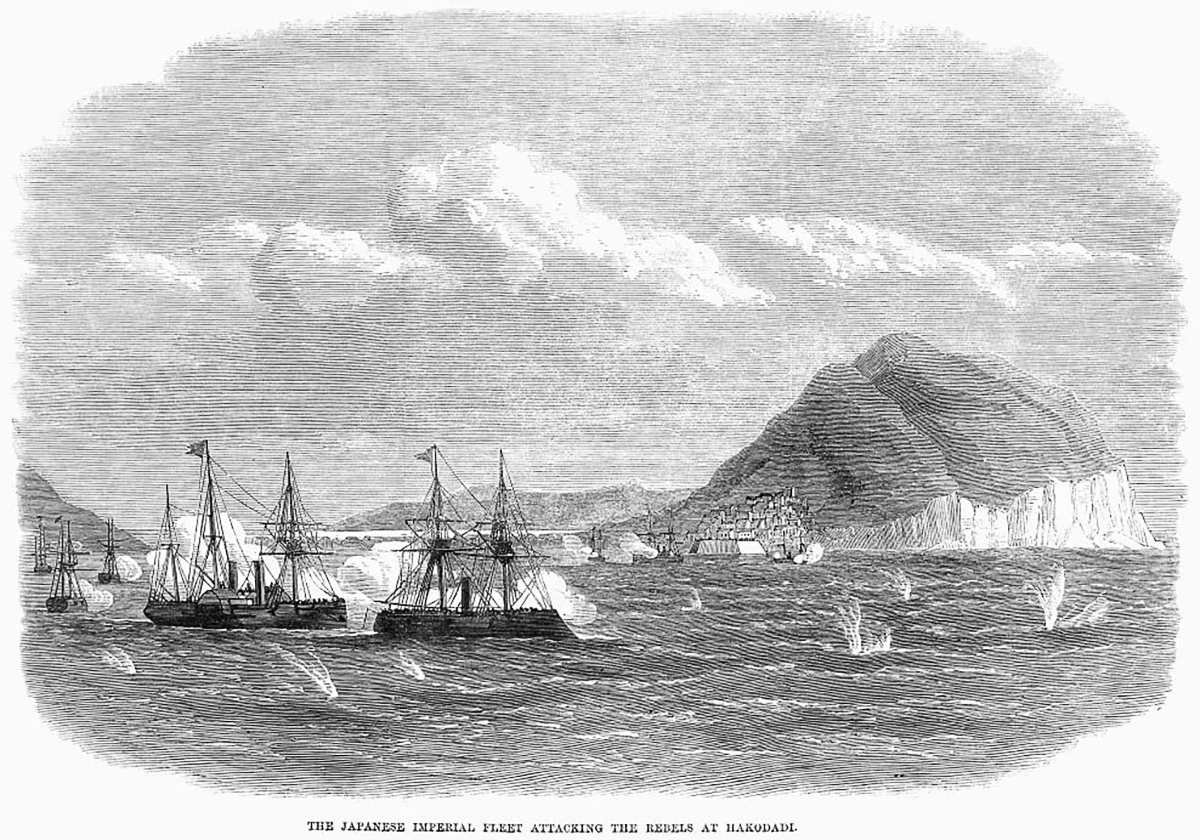
Hải chiến vịnh Hakodate, tháng 5 năm 1869. Trong hình là hai tàu Kōtetsu và Kasuga của Hải quân Hoàng gia Nhật Bản

Vào giữa thế kỷ 19, Nhật Bản không có một quân đội quốc gia thống nhất. Đất nước là hệ thống các phiên (han) với Mạc phủ Tokugawa (Mạc phủ) kiểm soát tổng thể kể từ năm 1603. Quân đội Mạc phủ là một lực lượng lớn, nhưng chỉ là một đội quân trong số nhiều đội quân bên cạnh các phiên khác. Những nỗ lực kiểm soát quốc gia của Mạc phủ phụ thuộc vào sự hợp tác của quân đội chư hầu của các Daimyō.
Từ năm 1867, Nhật Bản yêu cầu nhiều phái bộ quân sự phương Tây khác nhau nhằm giúp Nhật Bản hiện đại hóa lực lượng vũ trang của mình. Phái bộ quân sự nước ngoài đầu tiên tại Nhật Bản được tổ chức bởi Pháp vào năm 1867.
Vào ngày 29 tháng 6 năm 1869, Thiên hoàng Minh Trị đã thành lập một đền thờ Thần đạo có tên là Tōkyō Shōkonsha ở Kudan, Tokyo (ngày nay là thành phố Chiyoda, Tokyo). Nó được thành lập sau chiến tranh Boshin (1868-1869) để tôn vinh những người đã chết cho Thiên hoàng. Nó được Thiên hoàng đổi tên thành Đền Yasukuni vào năm 1879 có nghĩa đen là "Bình định quốc gia". Thiên hoàng đã viết một bài thơ, tôi cam đoan với những người đã chiến đấu và hy sinh cho đất nước của bạn rằng tên của bạn sẽ tồn tại mãi mãi tại ngôi đền này ở Musashino. Đền Yasukuni tưởng niệm danh dự và thành tựu của hàng triệu đàn ông, phụ nữ, trẻ em và thú cưng đã chết để phục vụ Nhật Bản từ Chiến tranh Boshin đến Chiến tranh Đông Dương lần thứ nhất (1946-1954). Sau đó, ngôi đền sẽ bao gồm việc thờ cúng tất cả những người đã chết phục vụ trong các cuộc chiến liên quan đến Nhật Bản kể từ năm 1853 như thời Đại Chính và Chiêu Hòa.
Năm 1871, các chính trị gia Iwakura Tomomi và Ōkubo Toshimichi lãnh đạo tổ chức một đội quân quốc gia. Nó chỉ có 10.000 samurai mạnh mẽ. Ōkubo cũng là một samurai của Satsuma và ông là một trong ba Duy tân tam kiệt và là một trong những người sáng lập nên Nhật Bản hiện đại.
Năm 1873, chính phủ Hoàng gia đã yêu cầu Bộ trưởng Chiến tranh mới được bổ nhiệm Yamagata Aritomo (山縣 有朋, ngày 14 tháng 6 năm 1838 - ngày 1 tháng 2 năm 1922) để tổ chức một đội quân quốc gia cho Nhật Bản. Vì vậy, Yamagata đã thuyết phục chính phủ và ban hành luật nghĩa vụ quân sự bắt buộc vào năm 1873, thành lập Lục quân Đế quốc Nhật Bản mới. Luật nghĩa vụ quân sự cho nam giới thuộc mọi tầng lớp, trong thời gian 3 năm, với thêm 4 năm dự bị. Yamagata hiện đại hóa và lấy hình mẫu theo Quân đội Phổ. Công tước Yamagata Aritomo sinh ra trong một gia đình samurai đẳng cấp thấp ở Hagi. Ông là một nguyên soái trong Quân đội Hoàng gia Nhật Bản và hai lần là Thủ tướng Nhật Bản. Ông là một trong những kiến trúc sư chính của nền tảng quân sự và chính trị Nhật Bản thời kỳ cận đại. Yamagata Aritomo được coi là cha đẻ của chủ nghĩa quân phiệt Nhật Bản.
Trường đào tạo sĩ quan chính cho Lục quân Đế quốc Nhật Bản được thành lập là Heigakkō ở Kyōto vào năm 1868. Năm 1874, nó được đổi tên thành thành Học viện Lục quân Hoàng gia Nhật Bản (陸軍士官学校, Rikugun Shikan Gakkō) và chuyển đến Ichigaya, Tokyo. Học viện quân sự thứ hai được xây dựng bởi Phái bộ quân sự thứ hai của Pháp tại Nhật Bản (1872–80). Lễ khánh thành là vào năm 1875. Đây là một Học viện Quân sự quan trọng dành cho các sĩ quan Lục quân Nhật Bản. Nó nằm cùng nơi với Bộ Quốc phòng Nhật Bản hiện đại. Phái đoàn quân sự thứ hai của Pháp cũng giúp tổ chức lại Lục quân Đế quốc Nhật Bản và thiết lập dự thảo luật đầu tiên (tháng 1 năm 1873). Một số thành viên của phái bộ đã trở thành một số sinh viên phương Tây đầu tiên của võ thuật Nhật Bản trong lịch sử. Chẳng hạn như Étienne de Villaret và Joseph Kiehl là thành viên của võ đường Sakakibara Kenkichi và học Jikishinkage-ryu. Đại úy Jules Brunet, ban đầu là cố vấn pháo binh của chính quyền trung ương Nhật Bản, cuối cùng đã cầm vũ khí cùng với quân đội của Shōgun Tokugawa Yoshinobu chống lại quân đội Hoàng gia trong Chiến tranh Boshin.
Sự phân biệt giai cấp chủ yếu được loại bỏ trong quá trình hiện đại hóa để tạo ra dân chủ đại nghị. Samurai mất vị thế là tầng lớp duy nhất có đặc quyền quân sự. Tuy nhiên, trong thời Minh Trị, hầu hết các nhà lãnh đạo trong xã hội Nhật Bản (chính trị, kinh doanh và quân sự) đều là cựu samurai hoặc hậu duệ của samurai. Họ đã chia sẻ một tập hợp các giá trị và triển vọng hỗ trợ chủ nghĩa quân phiệt Nhật Bản. Do đó, tầng lớp quân sự bắt đầu với samurai vào năm 1192 sau Công nguyên tiếp tục cai trị Nhật Bản.
Hiến pháp Đế quốc Nhật Bản được ban hành vào ngày 29 tháng 11 năm 1890. Đó là một hình thức hỗn hợp giữa quân chủ lập hiến và quân chủ chuyên chế. Thiên hoàng Nhật Bản về mặt pháp lý là nhà lãnh đạo tối cao và Nội các là những người theo ông. Thủ tướng sẽ được bầu bởi một Hội đồng Cơ mật. Trong thực tế, Thiên hoàng là Nguyên thủ quốc gia nhưng Thủ tướng là người đứng đầu chính phủ thực sự.

#### Chiến tranh Trung – Nhật (1894 – 1895)

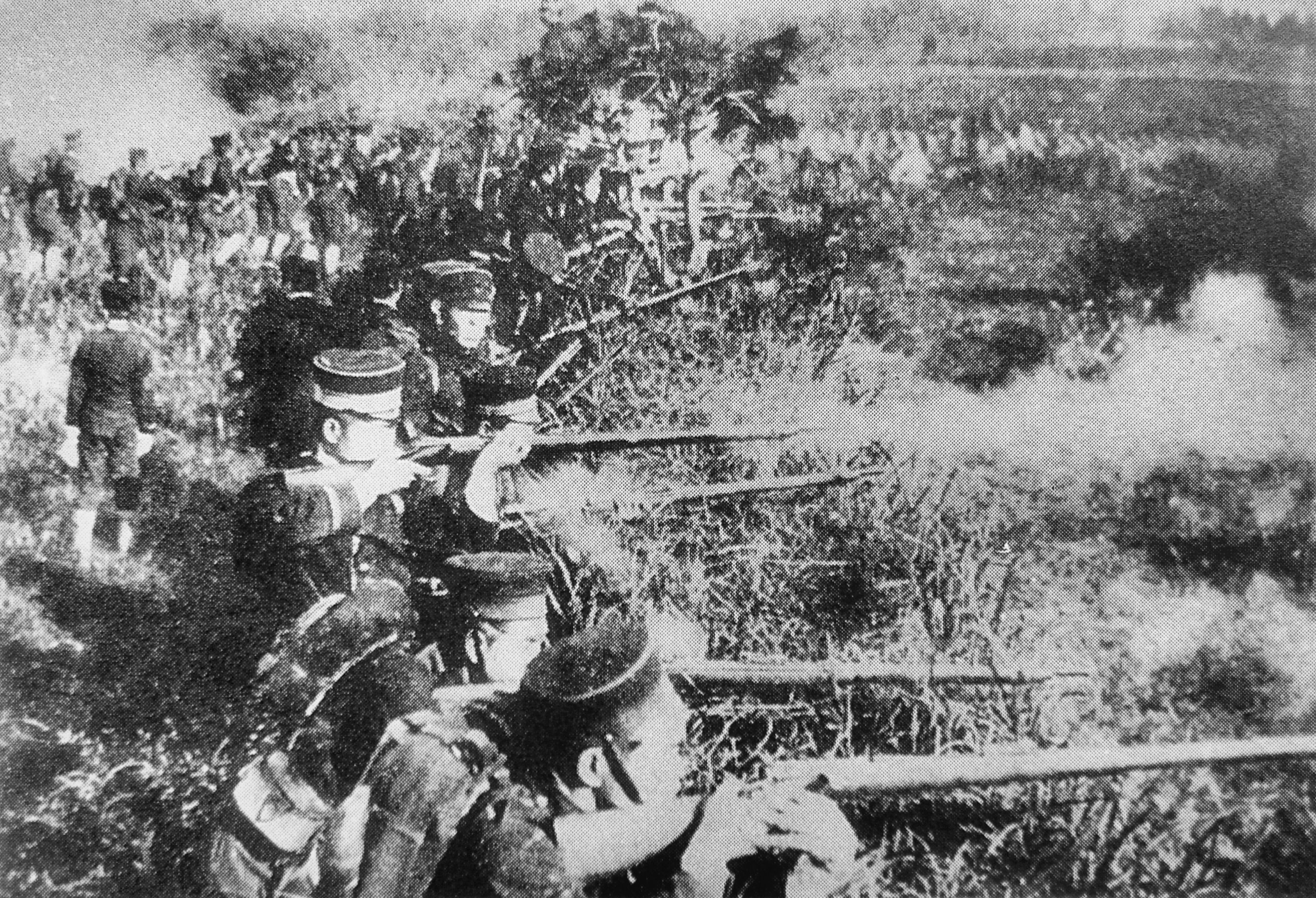
Bộ binh Lục quân Hoàng gia Nhật Bản bắn súng trường Murata (1894)

Chiến tranh Trung - Nhật (1894 - 1895) hay chiến tranh Thanh - Nhật là cuộc chiến nhằm chống lại các lực lượng quân sự nhà Thanh của Trung Quốc đóng quân ở bán đảo Triều Tiên, Mãn Châu, và duyên hải Trung Quốc. Đó là cuộc xung đột lớn đầu tiên giữa Nhật Bản và một thế lực quân sự ở nước ngoài trong thời hiện đại.
Cuộc xung đột chủ yếu là ảnh hưởng ở Triều Tiên. Sau hơn sáu tháng chiến đấu không ngừng nghỉ của lục quân và hải quân Nhật Bản và mất cảng Uy Hải Vệ, chính quyền nhà Thanh đã cầu hòa vào tháng 2 năm 1895.
Cuộc chiến đã chứng minh sự thất bại của các nỗ lực của nhà Thanh nhằm hiện đại hóa quân đội và chống lại các mối đe dọa đối với chủ quyền của nó, đặc biệt là khi so sánh với Minh Trị Duy tân thành công của Nhật Bản. Lần đầu tiên, sự thống trị khu vực ở Đông Á chuyển từ Trung Quốc sang Nhật Bản; Uy tín của nhà Thanh, cùng với truyền thống cổ điển ở Trung Quốc, đã chịu một tổn thất lớn. Với việc Triều Tiên không còn là một quốc gia phải triều cống của nhà Thanh đã gây ra một sự phản đối công khai chưa từng thấy. Xuyên suốt phần lớn lịch sử Triều Tiên là một quốc gia phải triều cống và chư hầu của nhiều triều đại Trung Quốc. Chiến thắng của Nhật Bản trong Chiến tranh Trung-Nhật đầu tiên đặt Triều Tiên hoàn toàn nằm dưới sự kiểm soát của Nhật Bản. Triều Tiên đã trở thành một quốc gia chư hầu của Nhật Bản.
Hiệp ước Shimonoseki (下 关 条约, Shimonoseki Jyoyaku) được ký kết giữa Nhật Bản và Trung Quốc đã kết thúc chiến tranh. Thông qua hiệp ước này, Nhật Bản buộc Trung Quốc mở cửa thương mại quốc tế và nhượng lại phần phía nam tỉnh Liêu Ninh của Trung Quốc cũng như các hòn đảo của Đài Loan cho Nhật Bản. Trung Quốc buộc phải trả một khoản bồi thường chiến tranh là 200 triệu lượng vàng. Kết quả, Triều Tiên không còn là một chư hầu của Trung Quốc, nhưng rơi vào phạm vi ảnh hưởng của Nhật Bản. Tuy nhiên, nhiều lợi ích vật chất từ cuộc chiến này đã bị Nhật Bản đánh mất do Can thiệp ba cường quốc. Triều Tiên bị Nhật Bản sáp nhập hoàn toàn với Hiệp ước Nhật–Triều, 1910 được ký kết bởi Ye Wanyong, Thủ tướng Triều Tiên và Terauchi Masatake, người trở thành Toàn quyền Nhật Bản đầu tiên của Triều Tiên.

#### Nhật Bản xâm lược Đài Loan (1895)
Việc Nhật Bản chiếm đóng đảo Đài Loan đã vấp phải sự phản đối mạnh mẽ bên trong nội bộ chính phủ cùng những cuộc nổi loạn của cư dân hòn đảo này, và chỉ được hoàn thành sau một chiến dịch quân sự toàn diện đòi hỏi sự cam kết của Sư đoàn Vệ binh Đế quốc và hầu hết các sư đoàn 2 và 4 tỉnh. Chiến dịch bắt đầu vào cuối tháng 5 năm 1895 bằng cuộc đổ bộ của quân đội Nhật Bản tại Cơ Long, nằm trên bờ biển phía Bắc Đài Loan, và kết thúc vào tháng 10 năm 1895 với việc Nhật Bản chiếm đóng Đài Nam, thủ đô của Cộng hòa Đài Loan theo kiểu tự trị. Việc Nhật Bản đánh bại quân Trung Quốc và dân bản xứ ở Đài Loan tương đối dễ dàng nhưng các cuộc hành quân thường bị các thành phần du kích địa phương quấy rối. Người Nhật đáp trả lại bằng sự trả thù tàn bạo, và sự kháng cự rời rạc, lẻ tẻ của quân du kích chống lại sự chiếm đóng của người Nhật tại Đài Loan vẫn tiếp tục cho đến năm 1902 thì chấm dứt.

#### Khởi nghĩa Nghĩa Hòa Đoàn
Liên minh Tám Cường quốc là một liên minh quân sự quốc tế được thành lập để đối phó với cuộc nổi loạn Nghĩa Hòa Đoàn ở Đế quốc Đại Thanh của Trung Quốc. Tám quốc gia là Đế quốc Nhật Bản, Đế quốc Nga, Đế quốc Anh, Đệ Tam Cộng hòa Pháp, Hoa Kỳ, Đế quốc Đức, Vương quốc Ý và Đế quốc Áo-Hung. Vào mùa hè năm 1900, khi các quân đoàn quốc tế có thẩm quyền ở Bắc Kinh bị tấn công bởi phiến quân Nghĩa Hòa Đoàn được hỗ trợ bởi chính quyền nhà Thanh, liên minh đã phái các lực lượng vũ trang của họ, nhân danh "can thiệp nhân đạo", để bảo vệ công dân của quốc gia mình, cũng như một số Kitô hữu Trung Quốc đã trú ẩn trong các công sứ quán. Vụ việc kết thúc với một chiến thắng của liên minh và việc ký kết Nghị định thư Nghĩa Hòa Đoàn.

#### Chiến tranh Nhật – Nga (1904 – 1905)

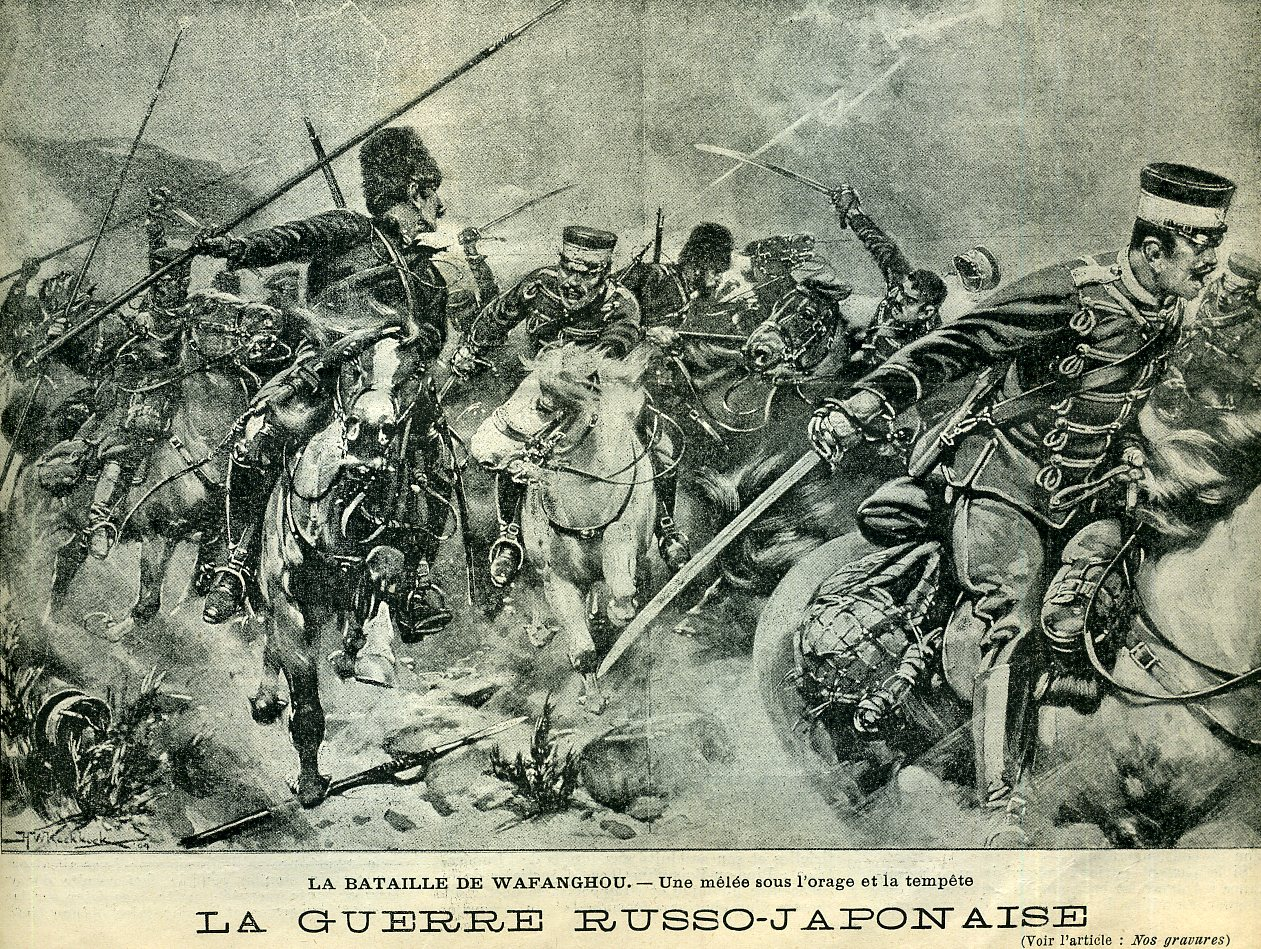
Một trận chiến kỵ binh giữa quân đội Nhật Bản và Nga.

Sau Chiến tranh Trung-Nhật lần thứ nhất, và sự sỉ nhục về việc buộc phải trả lại Bán đảo Liêu Đông cho Trung Quốc dưới áp lực của Nga ("Can thiệp ba cường quốc"), Nhật Bản bắt đầu xây dựng sức mạnh quân sự của mình để chuẩn bị cho các cuộc đối đầu tiếp theo. Nhật Bản ban hành chương trình xây dựng hải quân kéo dài mười năm, với khẩu hiệu "Kiên trì và quyết tâm" (Jp:臥薪嘗胆, Gashinshoutan), trong đó trang bị 109 tàu chiến với tổng trọng lượng là 200.000 tấn và tăng số sỹ quan Hải quân từ 15.100 lên 40.800.
Những khuynh hướng này lên đến đỉnh điểm với Chiến tranh Nga-Nhật (1904-1905). Thiết giáp hạm Mikasa của Nhật Bản là soái hạm của đô đốc Tōgō Heihachirō. Trong trận Tsushima, Mikasa cùng Đô đốc Tōgō dẫn đầu Hạm đội Liên hợp của Hải quân Đế quốc Nhật Bản vào nơi được gọi là "trận hải chiến quyết định nhất trong lịch sử". [72] Hạm đội Nga gần như đã bị tiêu diệt hoàn toàn: trong số 38 tàu Nga, 21 tàu bị chìm, 7 bị bắt, 6 bị tước vũ khí, 4.545 quân nhân Nga đã chết và 6.106 bị bắt làm tù binh. Mặt khác, người Nhật chỉ mất 117 người và 3 tàu phóng ngư lôi. Chiến thắng áp đảo này đã khiến đô đốc Tōgō trở thành một trong những anh hùng hải quân vĩ đại nhất của Nhật Bản.
Chiến thắng của Nhật Bản trong Chiến tranh Nga-Nhật năm 1904-1905 đánh dấu sự nổi lên của Nhật Bản như một cường quốc quân sự. Nhật Bản đã chứng minh rằng họ có thể áp dụng công nghệ, kỷ luật, chiến lược và chiến thuật của phương Tây một cách hiệu quả. Cuộc chiến kết thúc với Hiệp ước Portsmouth. Chiến thắng hoàn toàn của quân đội Nhật Bản khiến giới quan sát thế giới ngạc nhiên. Kết quả đã làm thay đổi cán cân quyền lực ở Đông Á.
Trận chiến sông Áp Lục năm 1904 là trận chiến trên bộ lớn đầu tiên trong Chiến tranh Nga-Nhật từ ngày 30 tháng 4 đến ngày 1 tháng 5 năm 1904. Đây cũng là chiến thắng đầu tiên trong nhiều thập kỷ của một cường quốc châu Á với một cường quốc châu Âu. Nó đánh dấu sự bất lực của Nga trong việc bắt kịp sức mạnh quân sự của Nhật Bản.
Các cường quốc phương Tây coi chiến thắng của Nhật Bản trước Nga là sự xuất hiện của một cường quốc khu vực châu Á mới. Với thất bại của Nga, một số học giả đã lập luận rằng cuộc chiến đã tạo ra sự thay đổi trong trật tự thế giới toàn cầu với sự nổi lên của Nhật Bản không chỉ là một cường quốc khu vực mà còn là cường quốc chính của châu Á.

### Thời kỳ Đại Chính - Thế chiến thứ I
Đế quốc Nhật Bản là một thành viên phe  Đồng minh trong Thế chiến thứ nhất. Là một đồng minh của Vương quốc Anh, Nhật Bản tuyên chiến với Đức vào năm 1914. Nhật Bản nhanh chóng chiếm giữ các đảo thuộc địa của Đức như Quần đảo Mariana, Quần đảo Caroline và Quần đảo Marshall ở Thái Bình Dương.
Tàu chở thủy phi cơ Wakamiya đã thực hiện các cuộc không kích của hải quân thành công đầu tiên trên thế giới vào ngày 5 tháng 9 năm 1914 và trong những tháng đầu tiên của Thế chiến I từ Vịnh Giao Châu đến Thanh Đảo. Vào ngày 6 tháng 9 năm 1914, đây là trận chiến trên không đầu tiên trong lịch sử. Một chiếc máy bay Farman do Wakamiya phóng ra đã tấn công tàu tuần dương Áo-Hung SMS Kaiserin Elisabeth và pháo hạm Đức Jaguar ngoài khơi Thanh Đảo. Bốn thủy phi cơ bắn phá các mục tiêu trên bộ của Đức. Người Đức đầu hàng vào ngày 6 tháng 11 năm 1914.
Trong cuộc nội chiến Nga, các cường quốc Đồng minh đã can thiệp vào Nga. Đế quốc Nhật Bản đã phái lực lượng quân sự lớn nhất gồm 70.000 binh sĩ đến khu vực Viễn Đông. Họ ủng hộ lực lượng Bạch vệ chống Cộng ở Nga. Các cường quốc đồng minh đã rút đi vào năm 1920. Quân đội Nhật Bản ở lại đến năm 1925 sau khi ký kết Công ước cơ bản Nhật-Xô. Một nhóm nhỏ tàu tuần dương và khu trục hạm Nhật Bản cũng tham gia vào nhiều nhiệm vụ khác nhau ở Ấn Độ Dương và biển Địa Trung Hải.
Năm 1921, trong thời kỳ giữa hai thế chiến, Nhật Bản đã phát triển và cho ra mắt Hōshō, đây là tàu sân bay được thiết kế có mục đích đầu tiên trên thế giới. Nhật Bản sau đó đã phát triển một đội tàu sân bay không thua kém một quốc gia nào.

### Thời kỳ Chiêu Hòa - Thế chiến II
Nhật Bản kiểm soát được khu vực trực tiếp xung quanh đường sắt Nam Mãn Châu, đạo quân Quan Đông của Nhật Bản tiếp tục xâm chiếm Mãn Châu (Đông Bắc Trung Quốc) vào năm 1931, sau các sự kiện Phụng Thiên, trong đó họ tuyên bố lãnh thổ bị tấn công bởi người Trung Quốc (một vài mét đường sắt Nam Mãn Châu đã bị phá hủy trong một vụ đánh bom phá hoại). Năm 1937, Nhật Bản đã sáp nhập lãnh thổ phía bắc của Bắc Kinh và sau sự biến Lư Câu Kiều, một cuộc xâm lược toàn diện vào Trung Quốc bắt đầu. Nhật Bản có ưu thế quân sự khi phải phải đối đầu với một đội quân yếu ớt và mất tinh thần của Trung Hoa Dân Quốc cho phép quân Nhật có thể tiến quân nhanh chóng xuống bờ biển phía đông, dẫn đến sự sụp đổ của Thượng Hải và Nam Kinh (Nam Kinh, về sau là thủ đô của Trung Hoa Dân Quốc) cùng năm. Người Trung Quốc bị thương vong rất nhiều trong cả quân sự và dân sự. Ước tính khoảng 300.000 thường dân đã thiệt mạng trong vụ Thảm sát Nam Kinh vào những tuần đầu tiên khi Nhật chiếm đóng Nam Kinh.
Vào tháng 9 năm 1940, Đức, Ý, và Nhật Bản trở thành đồng minh theo Hiệp ước ba bên. Trước đó, Đức đã đào tạo và cung cấp vũ khí cho quân đội Trung Quốc nhưng giờ tạm dừng tất cả các hợp tác Trung-Đức và triệu hồi cố vấn quân sự là Alexander von Falkenhausen về nước. Trong tháng 7 năm 1940, Mỹ đã cấm vận chuyển xăng dầu hàng không sang Nhật Bản, trong khi quân đội Đế quốc Nhật Bản xâm chiếm Đông Dương thuộc Pháp và chiếm đóng các căn cứ của hải quân và không quân ở bán đảo Đông Dương trong tháng 9 năm 1940.
Vào tháng 4 năm 1941, Đế quốc Nhật Bản và Liên Xô đã ký một hiệp ước trung lập và Nhật Bản gia tăng áp lực lên các thuộc địa của Pháp và Hà Lan ở Đông Nam Á hợp tác trong các vấn đề kinh tế. Sau Nhật Bản từ chối rút khỏi Trung Quốc (ngoại trừ Mãn Châu quốc) và Đông Dương, vào ngày 22 Tháng 7 năm 1941, Hoa Kỳ, Anh và Hà Lan áp đặt một lệnh cấm vận về xăng dầu, trong khi các lô hàng kim loại phế liệu, sắt thép và các vật liệu khác hầu như chấm dứt nhập khẩu vào Nhật Bản. Trong khi đó, Mỹ bắt đầu tăng cường hỗ trợ kinh tế cho Trung Quốc để nước này đủ sức chống lại sự bành trướng quân sự và thuộc địa của Nhật Bản.
Hideki Tojo là một chính trị gia và tướng lĩnh của Lục quân Đế quốc Nhật Bản. Về mặt chính trị, ông là một người phát xít, theo chủ nghĩa dân tộc và quân phiệt. Tojo từng là Thủ tướng của Đế quốc Nhật Bản gần như suốt Thế chiến II (17 tháng 10 năm 1941 đến 22 tháng 7 năm 1944). Tojo ủng hộ một cuộc chiến ngăn chặn chống lại Hoa Kỳ.
Isoroku Yamamoto là chỉ huy quân sự nổi tiếng nhất. Ông là một Nguyên soái Hải quân của Hải quân Đế quốc Nhật Bản và là Tổng tư lệnh của Hạm đội Liên hợp trong Thế chiến thứ hai. Sự nghiệp hải quân vĩ đại của Isoroku bắt đầu khi ông phục vụ trên tàu tuần dương bọc thép Nisshin trong Chiến tranh Nga-Nhật (1904-1905). Ông giám sát nhiều hoạt động của hải quân như tấn công Trân Châu Cảng, Trận chiến biển Java, Trận chiến biển San hô và Trận chiến Midway. Ông trở thành một anh hùng hải quân xuất chúng.
Hiroyoshi Nishizawa được cho là phi công thành công nhất của Không quân Hải quân Đế quốc Nhật Bản với ước tính 120 đến 150 chiến thắng.
Sau khi Nhật Bản quyết định tấn công bất ngờ Hoa Kỳ thông qua cuộc tấn công Trân Châu Cảng và chống lại một số quốc gia khác vào ngày 7 Tháng 12, năm 1941, Hoa Kỳ, Vương quốc Anh và các nước Đồng minh khác tuyên chiến, chiến tranh Trung-Nhật trở thành một phần của cuộc xung đột toàn cầu trong Thế chiến II. Lực lượng Nhật Bản ban đầu thành công lớn trong việc chống lại lực lượng Đồng Minh tại Thái Bình Dương và Đông Nam Á, chiếm Thái Lan, Hồng Kông, Malaysia, Singapore, Đông Ấn Hà Lan, Philippines và nhiều đảo Thái Bình Dương. Họ cũng thực hiện một cuộc tấn công lớn ở Miến Điện và thực hiện nhiều đợt tấn công bằng không quân và hải quân nhằm chống lại nước Úc. Quân Đồng minh đã xoay chuyển tình thế chiến tranh trên biển vào giữa năm 1942, trong trận Midway. lực lượng Lục quân của Nhật Bản tiếp tục tiến hành chiến dịch quân sự ở New Guinea và quần đảo Solomon, nhưng bị đánh bại trong các chiến dịch quan trọng và buộc phải rút lui sau trận chiến vịnh Milne, Chiến dịch đường mòn Kokoda và Guadalcanal. Chiến dịch Miến Điện đã đảo chiều khi các lực lượng Nhật Bản chịu tổn thất rất lớn tại Imphal và Kohima và dẫn đến thất bại lớn nhất trong lịch sử Nhật Bản cho đến thời điểm đó.
Từ năm 1943 trở đi, các chiến dịch chiến đấu khốc liệt tại Buna-Gona, Tarawa, Biển Philippines, Vịnh Leyte, Iwo Jima, Okinawa và các chiến dịch khác đã dẫn đến thương vong khủng khiếp, chủ yếu là ở phía Nhật Bản và gây ra nhiều cuộc rút lui của Nhật Bản. Rất ít người Nhật kết thúc ở các trại tù binh. Điều này có thể là do sự miễn cưỡng đầu hàng của lính Nhật. Trận Okinawa là trận chiến đẫm máu nhất trong Chiến tranh Thái Bình Dương. Tổng số thương vong đã gây sốc cho các chiến lược gia quân sự Mỹ. Điều này khiến họ e ngại khi xâm chiếm các đảo chính của Nhật Bản, bởi vì nó sẽ dẫn đến số người chết rất cao. Sự tàn bạo của cuộc xung đột được minh chứng bằng việc quân đội Hoa Kỳ lấy các bộ phận cơ thể từ những người lính Nhật Bản đã chết làm "chiến tích chiến tranh" hoặc "quà lưu niệm chiến tranh" và ăn thịt người Nhật Bản.
Trong cuộc chiến tranh Thái Bình Dương, một số đơn vị của Quân đội Đế quốc Nhật Bản đã tham gia vào các tội ác chiến tranh. Đặc biệt là sự ngược đãi tù nhân chiến tranh và thường dân, với quy mô tương đương với các trại thảm sát người Do Thái của Đức Quốc xã.  Từ năm 1937 đến năm 1945, khoảng 7.357.000 thường dân đã chết do hoạt động quân sự ở Trung Hoa Dân Quốc. Sự ngược đãi của các tù nhân chiến tranh đồng minh thông qua lao động cưỡng bức và sự tàn bạo đã nhận được sự bao quát rộng rãi ở phương tây. Điều quan trọng là phải giải thích bối cảnh văn hóa. Trong thời kỳ đó có những khác biệt văn hóa tiềm ẩn đáng kể, bởi vì theo Võ sĩ đạo, thật hèn nhát và đáng xấu hổ khi đầu hàng kẻ thù. Do đó, những người lính đầu hàng đã từ bỏ danh dự của họ và không xứng đáng được tôn trọng hoặc đối xử cơ bản. Fred Borch giải thích:
Khi Nhật Bản tiếp tục hiện đại hóa vào đầu thế kỷ 20, các lực lượng vũ trang của hoàng gia đã bị thuyết phục rằng thành công trong trận chiến sẽ được đảm bảo nếu binh lính, thủy thủ và lính không quân Nhật Bản có "tinh thần" của Võ sĩ đạo.... Kết quả là bộ quy tắc ứng xử của Võ sĩ đạo đã được khắc sâu vào người lính Nhật Bản như là một phần trong quá trình huấn luyện cơ bản của anh ta. Mỗi người lính được truyền giáo chấp nhận rằng đó là vinh dự lớn nhất để chết cho Thiên hoàng và thật hèn nhát khi đầu hàng kẻ thù. Do đó, Võ sĩ đạo giải thích lý do tại sao người Nhật ở Đông Ấn Hà Lan lại bị ngược đãi tù binh. Những người đã đầu hàng Nhật Bản bất kể họ đã chiến đấu dũng cảm hay danh dự như thế nào, không có gì ngoài sự khinh miệt; họ đã mất tất cả danh dự và thực sự chẳng đáng gì. Do đó, khi người Nhật giết tù binh bằng cách bắn, chặt đầu và dìm chết. Những hành vi này đã được bào chữa vì họ liên quan đến việc giết chết những người đàn ông đã mất tất cả các quyền để được đối xử với nhân phẩm hoặc sự tôn trọng. Trong khi các tù binh dân sự chắc chắn thuộc một loại tù binh khác, thật hợp lý khi nghĩ rằng có một hiệu ứng "tràn" từ các nguyên tắc Võ sĩ đạo.— Fred Borch, Military Trials of War Criminals in the Netherlands East Indies 1946–1949

Chính phủ Nhật Bản đã bị chỉ trích vì thừa nhận không thỏa đáng về những đau khổ gây ra trong Thế chiến II trong giảng dạy lịch sử trong các trường học gây ra sự phản đối quốc tế. Tuy nhiên, nhiều quan chức Nhật Bản như Thủ tướng, Thiên hoàng, Chánh Văn phòng Nội các và Bộ trưởng Ngoại giao đã đưa ra hơn 50 tuyên bố xin lỗi chiến tranh từ năm 1950 đến 2015. Nhật Bản cũng đã trả hàng tỷ đô la tiền bồi thường chiến tranh trong 23 năm từ 1955 đến 1977. Các nước đã khai thác cảm giác tội lỗi chiến tranh để thúc đẩy chủ nghĩa dân tộc và sự thù địch chống lại Nhật Bản. Ví dụ, Đảng Cộng sản Trung Quốc sử dụng chủ nghĩa yêu nước như một công cụ để giảm bớt sự bất mãn xã hội đối với các vấn đề nội bộ. Chính quyền Giang Trạch Dân đã chọn chủ nghĩa yêu nước như một cách để đối trọng với sự suy yếu trong hệ tư tưởng xã hội chủ nghĩa. Điều này khiến cho lòng yêu nước được bồi dưỡng thông qua hệ thống giáo dục Trung Quốc với bản chất chống Nhật. Các cuộc biểu tình chống Nhật ở Trung Quốc vào tháng 4 năm 2005 chủ yếu là những người trẻ tuổi có quan điểm dân tộc. Lực lượng cảnh sát Trung Quốc đứng yên trong các cuộc biểu tình bạo lực.
Ngày 6 tháng 8 và 9 tháng 8 năm 1945, Mỹ thả hai quả bom nguyên tử xuống Hiroshima và Nagasaki. Hơn 200.000 người chết đa phần là dân thường do hậu quả trực tiếp của hai vụ đánh bom. Nhật Bản không có công nghệ vũ khí hạt nhân nên loại bom nguyên tử mới này là một bất ngờ. Hiroshima hoàn toàn không chuẩn bị. 69% các tòa nhà của Hiroshima đã bị phá hủy và 6% bị hư hại. Vài ngày sau, Liên Xô tuyên bố tham chiến chống lại Nhật Bản.
Nhật Bản đầu hàng ngày 15 Tháng 8 năm 1945 và một văn kiện chính thức đầu hàng đã được ký kết vào ngày 2 tháng 9 năm 1945, trên tàu chiến USS Missouri ở Vịnh Tokyo. Lễ tiếp nhập đầu hàng được chấp nhận bởi Tướng Douglas MacArthur là Tư lệnh tối cao của quân Đồng Minh, với các đại diện của mỗi quốc gia Đồng Minh. Phái đoàn Nhật Bản do Mamoru Shigemitsu dẫn đầu. Một buổi lễ đầu hàng riêng biệt giữa Nhật Bản và Trung Quốc được tổ chức tại Nam Kinh vào ngày 9 tháng 9 năm 1945.
Trong suốt chiều dài lịch sử, Nhật Bản chưa bao giờ bị xâm chiếm hoàn toàn và cũng không bị chinh phục bởi một thế lực nước ngoài. Nhật Bản cũng không bao giờ đầu hàng một cường quốc nước ngoài, do đó Nhật Bản không sẵn sàng đầu hàng. Tuy nhiên, Nhật Bản không thể chống lại các quả bom hạt nhân hủy diệt của Mỹ. Vì vậy, người Nhật nghĩ rằng tốt hơn là chấp nhận Tuyên bố Potsdam nhục nhã và xây dựng lại Nhật Bản thay vì tiếp tục chiến đấu với hàng triệu thương vong và hàng thập kỷ chiến tranh du kích. Vào ngày 15 tháng 8 năm 1945, một bài phát biểu được ghi lại của Thiên hoàng Chiêu Hòa đã được phát hành ra công chúng. Câu cuối cùng là chỉ định:
theo tiếng gọi của thời gian và số phận mà chúng tôi đã quyết tâm mở đường cho một nền hòa bình lớn cho tất cả các thế hệ đến bằng cách chịu đựng những điều không thể chịu đựng được và vượt qua những gì không thể vượt qua.

Sau thời gian này, MacArthur thành lập căn cứ quân sự ở Nhật Bản để giám sát sự phát triển nước Nhật Bản sau chiến tranh. Giai đoạn này trong lịch sử Nhật Bản được biết đến với tên gọi chính thức là thời kỳ Chiếm đóng. Tổng thống Mỹ Harry Truman chính thức tuyên bố chấm dứt chiến sự vào ngày 31 tháng 12 năm 1946. Là nhà cai trị quân sự thực tế của Nhật Bản, ảnh hưởng của Douglas MacArthur lớn đến mức ông được mệnh danh là Gaijin Shōgun (外人将軍). Quân Đồng minh (dẫn đầu là Hoa Kỳ) đã hồi hương hàng triệu người Nhật từ các thuộc địa và các doanh trại quân đội trên khắp châu Á. Điều này phần lớn đã loại bỏ Đế quốc Nhật Bản và khôi phục nền độc lập của các vùng lãnh thổ bị chinh phục của nó.
Sau khi thông qua hiến pháp năm 1947, Nhật Bản đã trở thành Nhà nước Nhật Bản (Nihon Koku, 日本国). Đế quốc Nhật Bản đã bị giải thể và tất cả các lãnh thổ hải ngoại bị mất. Nhật Bản đã bị thu hẹp thành các lãnh thổ có truyền thống trong phạm vi văn hóa Nhật Bản trước năm 1895: bốn hòn đảo chính (Honshu, Hokkaido, Kyushu và Shikoku), Quần đảo Ryukyu và Quần đảo Nanpō. Quần đảo Kuril trong lịch sử cũng thuộc về Nhật Bản. Quần đảo Kuril là nơi sinh sống đầu tiên của người Ainu và sau đó được kiểm soát bởi gia tộc Matsumae Nhật Bản trong thời kỳ Edo. Tuy nhiên, Quần đảo Kuril không thuộc Nhật Bản do tranh chấp với Liên Xô.
Trong suốt cuộc chiến, Nhật Bản đạt được khá nhiều tiến bộ đáng kể trong chiến lược, công nghệ và chiến thuật quân sự. Trong số đó có thiết giáp hạm Yamato, tàu ngầm mang máy bay ném bom Sensuikan Toku, máy bay tiêm kích Mitsubishi Zero, máy bay đánh bom cảm tử Kamikaze, Ngư lôi loại 93 và 91, máy bay chiến đấu trang bị động cơ phản lực Nakajima Kikka, ngư lôi có người lái Kaiten, bom chống hạm được điều khiển bởi các phi công cảm tử Yokosuka MXY7 Ohka, Tàu ngầm lớp Kairyu.

## Hiện nay

### Thời kỳ Chiêu Hòa (Hậu chiến) (1945–1989)

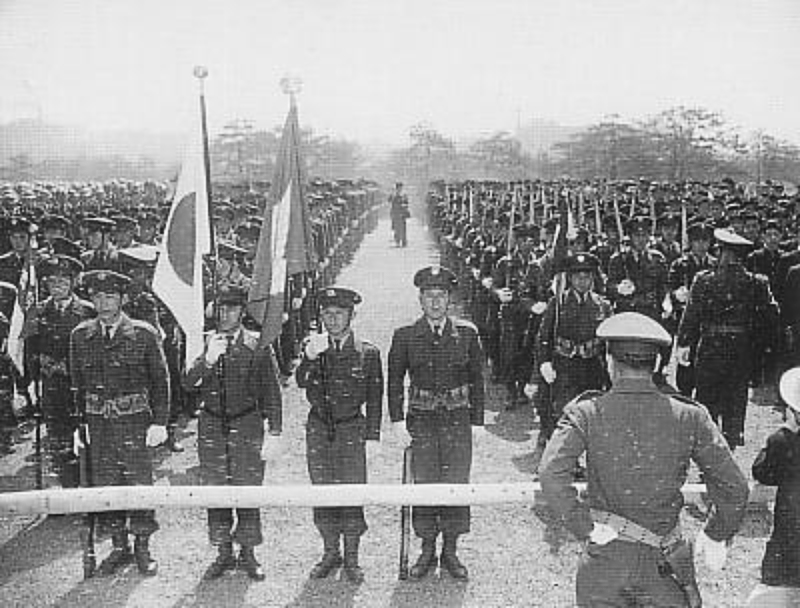
Cục cảnh sát quốc gia, ngày 3 tháng 5 năm 1952

Sau Thế chiến II, Nhật Bản đã bị tước bỏ mọi khả năng quân sự sau khi ký thỏa thuận đầu hàng vào năm 1945. Các lực lượng chiếm đóng của Hoa Kỳ hoàn toàn chịu trách nhiệm bảo vệ Nhật Bản khỏi các mối đe dọa từ bên ngoài. Nhật Bản chỉ có một lực lượng cảnh sát nhỏ cho an ninh trong nước. Nhật Bản nằm dưới sự kiểm soát duy nhất của Hoa Kỳ. Đây là lần duy nhất trong lịch sử Nhật Bản bị chiếm đóng bởi một thế lực nước ngoài.
Không giống như sự chiếm đóng ở Đức, các quốc gia khác như Liên Xô có ảnh hưởng gần như bằng không ở Nhật Bản. Tây Đức được phép viết hiến pháp riêng dưới sự giám sát của quân Đồng minh. Tây Đức đã đi đầu trong Chiến tranh Lạnh và không bắt buộc phải bao gồm một điều khoản hòa bình trong hiến pháp của họ. Trong khi đó, tướng Douglas MacArthur gần như hoàn toàn kiểm soát chính trị Nhật Bản. Hiến pháp năm 1947 của Nhật Bản hầu hết được viết bởi Hoa Kỳ và theo hướng dẫn của Tướng Douglas MacArthur. Điều này đã thay đổi hệ thống quân chủ chuyên chế gần như tuyệt đối trước đây của Nhật Bản thành một hình thức dân chủ tự do với một hệ thống chính trị dựa trên nghị viện. Hiến pháp đảm bảo quyền dân sự và nhân quyền. Thiên hoàng đã thay đổi thành một biểu tượng là "biểu tượng của Nhà nước và sự thống nhất của nhân dân". Douglas MacArthur bao gồm Điều 9 nói rằng Nhật Bản mãi mãi từ bỏ chiến tranh như một công cụ giải quyết tranh chấp quốc tế và tuyên bố rằng Nhật Bản sẽ không bao giờ duy trì "lục quân, hải quân, hoặc không quân hay tiềm năng chiến tranh khác." Nhật Bản trở thành một quốc gia theo chủ nghĩa hòa bình kể từ tháng 9 năm 1945. Đau thương của Thế chiến II đã tạo ra tình yêu hòa bình mạnh mẽ trong cả nước.
Ngày càng có nhiều mối đe dọa bên ngoài do Chiến tranh Lạnh và Nhật Bản không có đủ lực lượng để tự vệ. Trong Chiến tranh Triều Tiên (1950-1953), Nhật Bản là căn cứ hậu cần và cung cấp nhiều nguồn lực cho lực lượng Hoa Kỳ và Liên Hợp Quốc. Sự từ bỏ đơn phương của tất cả các khả năng quân sự đã bi các chính trị gia bảo thủ chất vấn. Những chất vấn này đã gia tăng vào năm 1950 khi quân chiếm đóng được chuyển từ Nhật Bản sang Chiến tranh Triều Tiên (1950-53). Điều này khiến Nhật Bản hầu như không được phòng bị và dễ bị tổn thương. Họ nghĩ rằng mối quan hệ phòng thủ chung với Hoa Kỳ là cần thiết để bảo vệ Nhật Bản khỏi các mối đe dọa từ nước ngoài. Vào tháng 7 năm 1950, với sự khuyến khích của lực lượng chiếm đóng Hoa Kỳ, chính phủ Nhật Bản đã thành lập Cục Cảnh sát Quốc gia (警察予備隊 Keisatsu-yobitai). Cục này ban đầu có 75.000 người được trang bị vũ khí bộ binh hạng nhẹ. Đây là bước đầu tiên của tái vũ trang sau chiến tranh. Năm 1952, Lực lượng Phòng vệ Duyên hải (海上警備隊, Kaijō Keibitai), đối tác đường thủy của NPR cũng được thành lập.
Sự chiếm đóng của Nhật Bản đã chấm dứt sau khi Hiệp ước San Francisco được ký kết vào ngày 8 tháng 9 năm 1951, bắt đầu có hiệu lực vào ngày 28 tháng 4 năm 1952, do đó khôi phục chủ quyền của Nhật Bản.
Vào ngày 8 tháng 9 năm 1951, Hiệp ước An ninh giữa Hoa Kỳ và Nhật Bản đã được ký kết. Hiệp ước cho phép các lực lượng Hoa Kỳ đóng quân tại Nhật Bản để đối phó với sự xâm lược từ bên ngoài chống lại Nhật Bản trong khi các lực lượng trên bộ và trên biển của Nhật Bản đối phó với các mối đe dọa nội bộ và thiên tai. Hoa Kỳ được phép hành động vì mục đích duy trì hòa bình ở Đông Á và có thể phát huy sức mạnh của mình đối với các cuộc xung đột trong nước của Nhật Bản. Hiệp ước đã tồn tại lâu hơn bất kỳ liên minh nào khác giữa hai cường quốc kể từ khi các Hòa ước Westfalen được ký kết năm 1648. Theo đó, vào giữa năm 1952, Cục Cảnh sát Quốc gia đã được mở rộng lên 110.000 người và đổi tên thành Lực lượng Phòng vệ Quốc gia. Lực lượng Phòng vệ Biển là một lực lượng hải quân phôi thai được chuyển giao từ Cục Cảnh sát Quốc gia cho Cơ quan Phòng vệ Quốc gia.
Điều khoản từ bỏ chiến tranh của Điều 9 là cơ sở cho sự phản đối chính trị mạnh mẽ đối với bất kỳ loại lực lượng vũ trang nào khác một lực lượng cảnh sát thông thường. Tuy nhiên, vào năm 1954, các lực lượng trên bộ, trên biển và trên không được tạo ra cho mục đích phòng thủ, dưới sự chỉ huy củaThủ tướng. Đạo luật Lực lượng Tự vệ 1954 (Đạo luật số 165 năm 1954) đã tổ chức lại Ủy ban An ninh Quốc gia thành Cơ quan Quốc phòng vào ngày 1 tháng 7 năm 1954. Sau đó, Lực lượng An ninh Quốc gia được tổ chức lại thành Lực lượng Phòng vệ Mặt đất Nhật Bản (GSDF), đó là lục quân Nhật Bản sau chiến tranh. Lực lượng Phòng vệ Biển được tổ chức lại thành Lực lượng Phòng vệ Biển Nhật Bản (JMSDF), là hải quân Nhật Bản trên thực tế. Lực lượng Phòng vệ Trên không Nhật Bản (JASDF) được thành lập như một nhánh mới của JSDF. Tướng Keizō Hayashi được bổ nhiệm làm Chủ tịch đầu tiên của Hội đồng Tham mưu trưởng Hội đồng quản trị chuyên nghiệp của ba nhánh. Sự bắt buộc đã bị bãi bỏ vào ngày 3 tháng 5 năm 1947. Việc nhập ngũ vào JSDF là tự nguyện từ 18 tuổi trở lên.
Không quân Viễn Đông, một nhánh của Không quân Hoa Kỳ tuyên bố vào ngày 6 tháng 1 năm 1955 rằng 85 máy bay sẽ được chuyển cho lực lượng không quân Nhật Bản còn non trẻ vào khoảng 15 tháng 1. Đây là trang thiết bị đầu tiên của lực lượng mới.
Vào ngày 19 tháng 1 năm 1960, tình trạng bất bình đẳng của Nhật Bản với Hoa Kỳ đã được sửa chữa bằng Hiệp ước Hợp tác và An ninh chung giữa Hoa Kỳ và Nhật Bản bằng cách bổ sung các nghĩa vụ phòng thủ chung. Hiệp ước này yêu cầu Hoa Kỳ thông báo trước cho Nhật Bản về việc huy động quân đội Hoa Kỳ và không áp đặt bản thân liên quan đến các vấn đề trong nước của Nhật Bản.  Nhật Bản và Hoa Kỳ có nghĩa vụ hỗ trợ lẫn nhau nếu có một cuộc tấn công vũ trang vào các lãnh thổ do Nhật Bản quản lý. Nhật Bản và Hoa Kỳ được yêu cầu duy trì năng lực để chống lại các cuộc tấn công vũ trang thông thường. Điều này đã thiết lập một liên minh an ninh giữa Nhật Bản và Hoa Kỳ. Hiệp ước này không bắt buộc Nhật Bản phải bảo vệ Hoa Kỳ.
Nhật Bản là quốc gia duy nhất phải chịu các cuộc tấn công hạt nhân trong lịch sử. Do đó, vào năm 1967, Thủ tướng Eisaku Satō đã vạch ra ba nguyên tắc phi hạt nhân mà Nhật Bản chống lại việc sản xuất hoặc sở hữu vũ khí hạt nhân. Tuy nhiên, do trình độ công nghệ cao và số lượng lớn các nhà máy điện hạt nhân đang hoạt động, Nhật Bản được coi là "có khả năng hạt nhân", tức là, nó có thể phát triển vũ khí hạt nhân có thể sử dụng trong vòng một năm nếu tình hình chính trị thay đổi đáng kể. Do đó, nhiều nhà phân tích coi Nhật Bản là một quốc gia hạt nhân thực tế. Nhiều chính trị gia như Shinzo Abe và Yasuo Fukuda giải thích rằng hiến pháp của Nhật Bản không cấm sở hữu vũ khí hạt nhân. Chúng nên được giữ ở mức tối thiểu và được sử dụng làm vũ khí chiến thuật. Hiệp ước an ninh Mỹ-Nhật năm 1951 đặt Nhật Bản dưới chiếc ô hạt nhân của Mỹ.
Những người lính Nhật Bản cuối cùng trong Thế chiến II đầu hàng là Hiroo Onoda và Teruo Nakamura năm 1974. Onoda là một sĩ quan tình báo và là thiếu úy trong Lục quân Đế quốc Nhật Bản. Ông tiếp tục chiến dịch của mình sau Thế chiến thứ hai trong 29 năm trong một tổ chức của Nhật Bản trên đảo Lubang, Philippines. Anh trở về Nhật Bản khi được sĩ quan chỉ huy của mình, Thiếu tá Yoshimi Taniguchi miễn nhiệm vụ theo lệnh của Thiên hoàng Chiêu Hòa năm 1974. Teruo Nakamura là một thổ dân Amis từ Đài Loan thuộc Nhật trong Đơn vị tình nguyện Takasago của Lục quân Đế quốc Nhật Bản. Anh ta đóng quân trên đảo Morotai, Indonesia và được một phi công phát hiện vào giữa năm 1974. Nakamura được hồi hương về Đài Loan năm 1975.
Trong suốt thời kỳ Chiêu Hòa sau chiến tranh, người Nhật không coi trọng JSDF. JSDF được coi là tàn dư của quân đội đế quốc gây ra tổn thất nặng nề và đầu hàng nhục nhã trong Thế chiến II. Họ bị coi là "kẻ trộm thuế" (zeikin dorobo) vì đắt đỏ và không cần thiết trong khi Nhật Bản có nhiều thập kỷ kinh tế bùng nổ. Vì vậy, JSDF vẫn đang cố gắng tìm vị trí của mình trong xã hội Nhật Bản và nhận được sự tôn trọng và tin tưởng từ công chúng. SDF được quản lý bởi Bộ Quốc phòng Nhật Bản, nơi có ít ảnh hưởng chính trị so với các bộ. JSDF có nhân sự và trang thiết bị tốt, nhưng chủ yếu phục vụ vai trò bổ sung cho quân đội Hoa Kỳ chống lại Liên Xô.
Nhật Bản đã tăng trưởng kinh tế cao kỷ lục trong giai đoạn gọi là phép màu kinh tế Nhật Bản. Đến thập niên 1970, Nhật Bản đã trở lại vị thế cường quốc một lần nữa. Nó có nền kinh tế lớn thứ hai thế giới. Tuy nhiên, sức mạnh quân sự của nó rất hạn chế do các chính sách hòa bình và điều 9 của hiến pháp năm 1947. Nhật Bản gây ảnh hưởng chính trị và quân sự nhỏ không tương xứng trên thế giới. Điều này làm cho Nhật Bản trở thành một cường quốc khác thường.

### Thời kỳ Bình Thành (1989-2019)

#### Từ bỏ chủ nghĩa hòa bình
Trong Chiến tranh vùng Vịnh (1990-1991), Lực lượng phòng vệ Nhật Bản không thể tham gia do những hạn chế của hiến pháp năm 1947. Tuy nhiên, Nhật Bản đã đóng góp tài chính 10 tỷ đô la và gửi thiết bị quân sự. Việc Nhật Bản không có khả năng gửi quân được coi là một sự sỉ nhục lớn. Họ học được rằng chỉ đóng góp tài chính (ngoại giao chi phiếu) không kiếm được sự tôn trọng quốc tế dành cho Nhật Bản. Hơn nữa, Nhật Bản không thể cung cấp nhiều hỗ trợ cho các lực lượng Hoa Kỳ nên gây ra sự thất vọng. Sự sỉ nhục này có ý nghĩa quyết định trong việc khiến các nhà hoạch định chính sách và các nhà hoạch định quân sự quyết tâm từ bỏ chính sách đối ngoại hòa bình của Nhật Bản.
Từ năm 1991, JSDF đã tiến hành các hoạt động quốc tế để cung cấp hỗ trợ cho các nhiệm vụ gìn giữ hòa bình và các nỗ lực cứu trợ thảm họa cũng như giúp ngăn ngừa xung đột và khủng bố. Đặc biệt là viện trợ nhân đạo như giúp đỡ các nạn nhân của trận động đất Kobe năm 1995, hỗ trợ tái thiết ở Iraq (2003 đến 2009). Năm 1992, một đạo luật đã được thông qua để cho phép JSDF tham gia các sứ mệnh gìn giữ hòa bình của Liên Hợp Quốc.
Hướng dẫn về Hợp tác Quốc phòng Nhật Bản - Hoa Kỳ đã được sửa đổi vào năm 1997, điều này đã tăng phạm vi cho JSDF như là sự hỗ trợ phía sau cho các lực lượng Hoa Kỳ bằng cách cung cấp hỗ trợ logic gần Nhật Bản.
Vào ngày 28 tháng 5 năm 1999, Luật các vấn đề khu vực đã được ban hành. Nó cho phép Nhật Bản tự động tham gia với tư cách là "hỗ trợ đằng sau" nếu Hoa Kỳ khai chiến trong "các vấn đề khu vực."

#### Thế kỷ 21

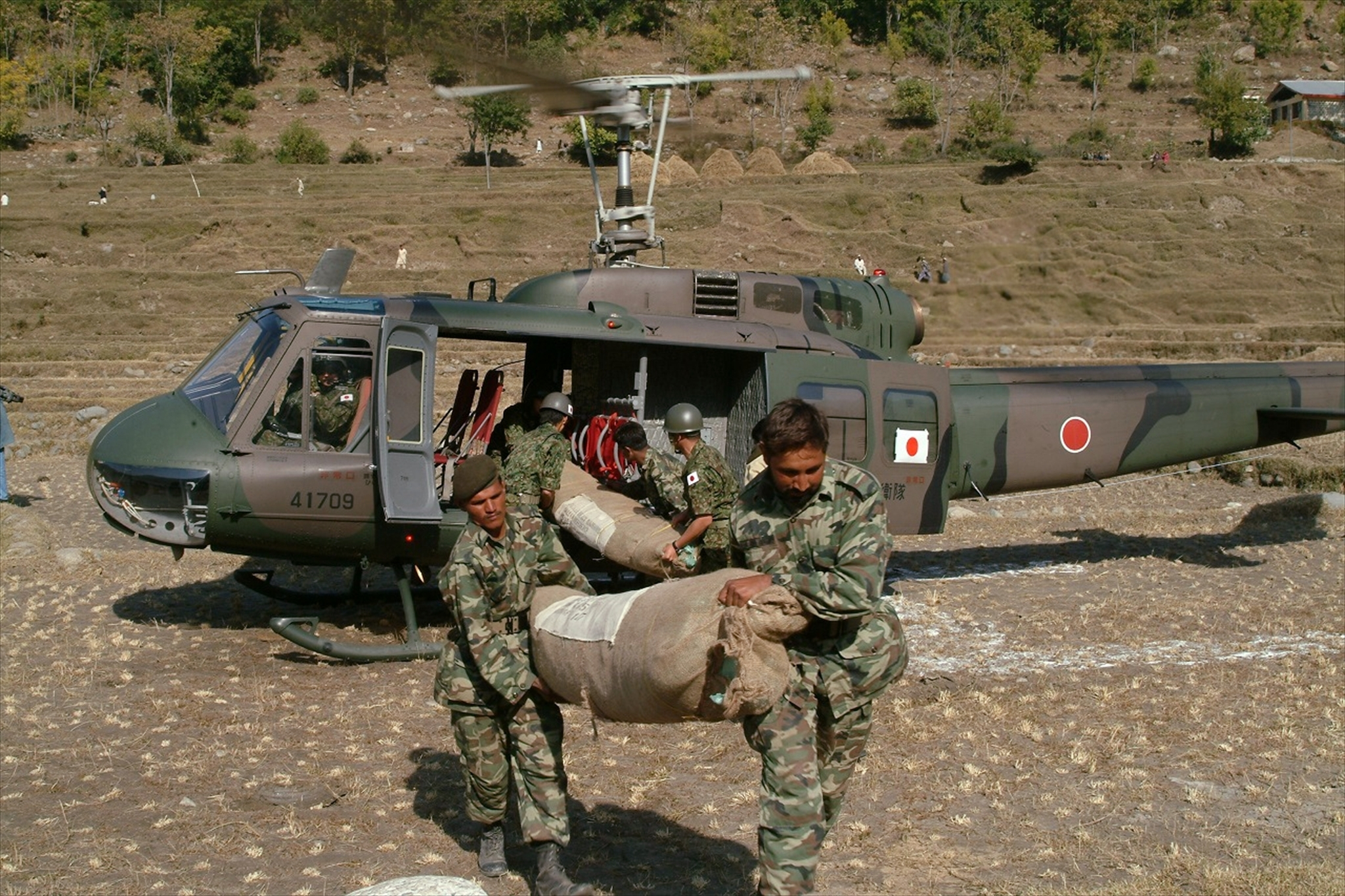
Bell-Fuji UH-1H của JGSDF tiến hành hoạt động cứu trợ trận động đất Kashmir (2005)

Lực lượng phòng vệ Nhật Bản hiện đại là một trong những lực lượng vũ trang công nghệ tiên tiến nhất trên thế giới. JSDF được xếp hạng là quân đội mạnh thứ tư thế giới về khả năng thông thường trong báo cáo của Credit Suisse năm 2015. Nó có ngân sách quân sự lớn thứ tám trên thế giới với chỉ 1% GDP (2011).
Từ năm 1991, JSDF đã tham gia vào hàng chục hoạt động gìn giữ hòa bình quốc tế bao gồm gìn giữ hòa bình và cứu trợ thảm họa của Liên Hợp Quốc. Từ năm 1991 đến năm 2016, JSDF đã có khoảng 32 hoạt động ở nước ngoài. Các hoạt động chủ yếu ở Đông Nam Á, Nam Á và Trung Đông.
Nhật Bản là thành viên Liên hợp quốc kể từ ngày 18 tháng 12 năm 1956 và từng là thành viên Hội đồng Bảo an không thường trực trong 20 năm. Nhật Bản là một trong nhóm G4 đang tìm cách giành được tư cách thành viên thường trực của Hội đồng Bảo an. Năm 2004, cựu Tổng thư ký Liên Hợp Quốc Kofi Annan đã công bố kế hoạch mở rộng số lượng ghế thường trực trong Hội đồng Bảo an Liên Hợp Quốc. Mặc dù là nền kinh tế quốc gia lớn thứ ba trên thế giới về GDP danh nghĩa, với ảnh hưởng chính trị toàn cầu, vấn có một số tranh luận về việc một quốc gia không có quân đội thường trực có thể được coi là một cường quốc thế giới và nên có một vị trí thường trực trên Hội đồng.
Luật Các biện pháp đặc biệt chống khủng bố đã được thông qua vào ngày 29 tháng 10 năm 2001. Nó cho phép JSDF tự đóng góp cho các nỗ lực quốc tế trong việc ngăn chặn và tiêu diệt khủng bố. Trong khi làm nhiệm vụ, JSDF có thể sử dụng vũ khí để bảo vệ bản thân và những người khác thuộc quyền kiểm soát của họ. Chính sách trước đây của Nhật Bản là không can dự.
Vào ngày 22 tháng 12 năm 2001, Trận Amami-Ōshima là cuộc đối đầu kéo dài sáu giờ với một con tàu gián điệp và xâm nhập bí mật của Bắc Triều Tiên. Con tàu gián điệp được vũ trang mạnh mẽ và cách đảo Amami Ōshima của Nhật Bản 400 km về phía tây bắc. Con tàu gián điệp không chú ý đến Lực lượng Bảo vệ bờ biển Nhật Bản và cố gắng trốn thoát. 12 tàu tuần tra và 13 máy bay của JCG và 2 khu trục hạm của MSDF đã đuổi theo con tàu. Cuối cùng, tàu gián điệp đã nổ súng và bị đánh chìm. Tất cả 15 thành viên thủy thủ đoàn đã chết. Đây là lần đầu tiên kể từ Thế chiến 2, Nhật Bản tấn công và đánh chìm một con tàu nước ngoài trên vùng biển của Nhật Bản.
Vào ngày 27 tháng 3 năm 2004, Bộ Quốc phòng Nhật Bản đã kích hoạt Nhóm hoạt động đặc biệt với nhiệm vụ thuộc JGSDF là đơn vị chống khủng bố.
Vào ngày 8 tháng 6 năm 2006, Nội các Nhật Bản đã thông qua dự luật nâng Cơ quan Quốc phòng (防衛庁) thuộc Văn phòng Nội các lên Bộ Quốc phòng cấp chính phủ (防衛省). Điều này đã được Quốc hội thông qua vào tháng 12 năm 2006 và đã được thi hành kể từ ngày 9 tháng 1 năm 2007.
Năm 2007, Thủ tướng Shinzō Abe nói rằng hiến pháp của Nhật Bản không nhất thiết cấm sở hữu vũ khí hạt nhân, miễn là chúng được giữ ở mức tối thiểu và là vũ khí chiến thuật, và Bộ trưởng Nội các Yasuo Fukuda bày tỏ quan điểm tương tự.
Vào ngày 9 tháng 1 năm 2007, Mục 2 Điều 3 của Đạo luật Lực lượng Phòng vệ đã được sửa đổi. Các hoạt động của JSDF ở nước ngoài được nâng từ "nhiệm vụ khác" lên "nhiệm vụ cơ bản". Điều này về cơ bản đã thay đổi bản chất của JSDF vì các hoạt động của nó không còn chỉ mang tính phòng thủ. Các tàu JMSDF có thể được phái đi trên toàn thế giới như trong các hoạt động chống lại cướp biển. Cơ sở ở nước ngoài sau chiến tranh đầu tiên của JSDF được thành lập tại Djibouti, Somalia (tháng 7 năm 2010)).

#### Hồi sinh

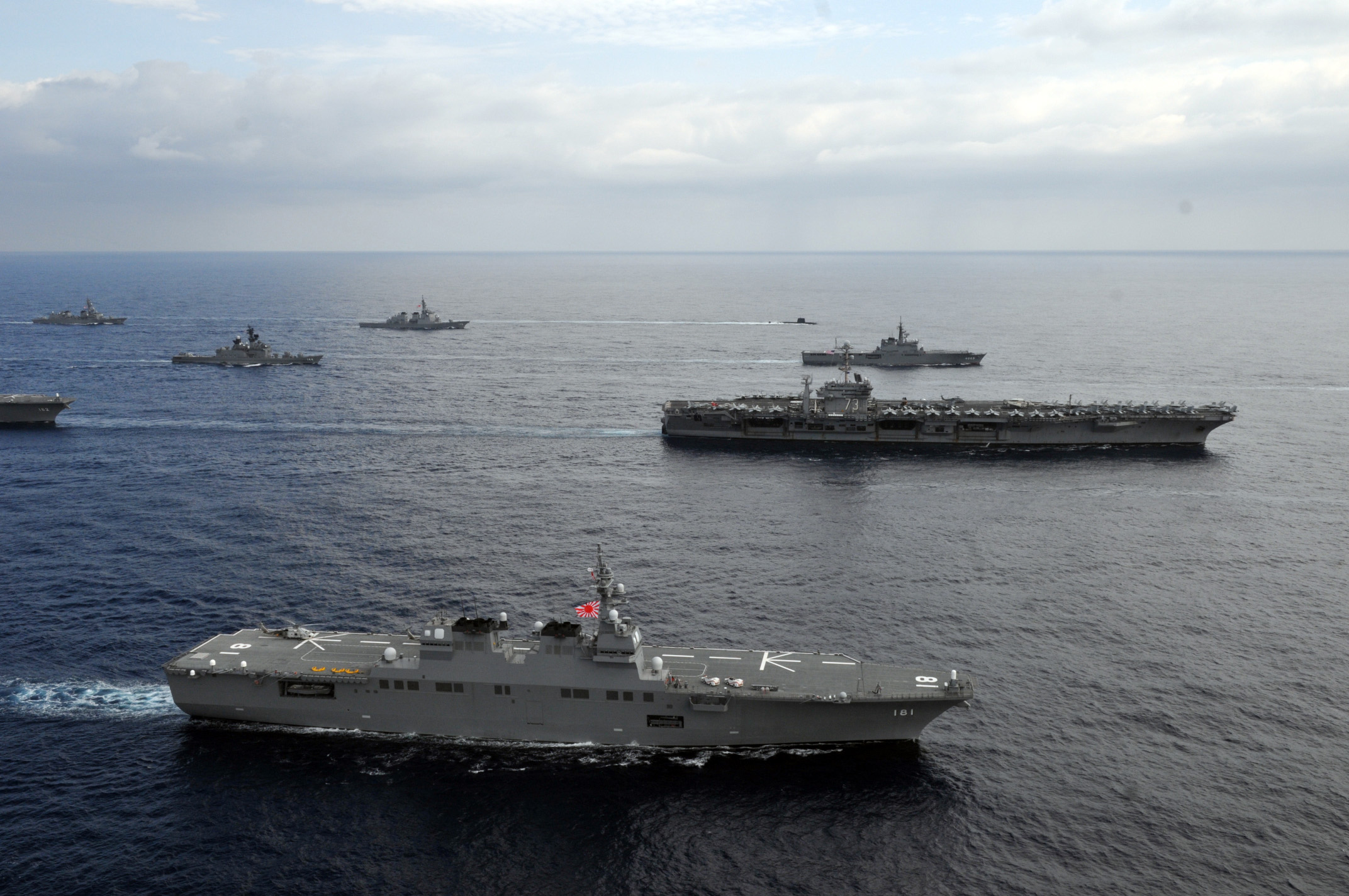
USS George Washington và JS Hyūga sau cuộc tập trận Keen Sword 2013.

Kể từ năm 2010, Nhật Bản trở lại là một cường quốc quân sự. Nhiều chính sách khác nhau làm tăng vai trò của quân đội Nhật Bản trong chính sách đối ngoại. Hướng dẫn Chương trình Quốc phòng 2010 của Nhật Bản đã thay đổi chính sách quốc phòng chuyển trọng tâm từ Liên Xô cũ sang Trung Quốc.
Sau một thập kỷ cắt giảm chi tiêu quốc phòng, Nhật Bản đã tăng ngân sách quốc phòng vào năm 2013. Nội các Nhật Bản đã phê duyệt Chiến lược an ninh quốc gia (NSS) vào tháng 12 năm 2013. Điều này giải thích cho sự hồi sinh của quân đội Nhật Bản: Trung Quốc đang sử dụng lực lượng quân sự trên bầu trời và biển để đơn phương thay đổi hiện trạng ở Biển Đông và Biển Hoa Đông. Điều này dựa trên các xác nhận của Trung Quốc không tương thích với trật tự đã thiết lập. Trung Quốc cũng thiếu minh bạch về chính sách an ninh quốc gia và quân sự.
Người Nhật lo ngại về sự suy giảm dần dần trong cam kết của Hoa Kỳ trong việc hỗ trợ Nhật Bản trong một thế giới đa cực. Do đó, kể từ năm 2010, Nhật Bản đã chuyển sang một chính sách an ninh tự chủ hơn trong khi vẫn duy trì liên minh Hoa Kỳ-Nhật Bản. Nhật Bản đã tăng cường khả năng trình diễn sức mạnh như phát triển tên lửa hành trình tầm xa tự chế, Lữ đoàn đổ bộ nhanh và sửa đổi hai tàu khu trục lớp Izumo thành tàu sân bay thực tế với máy bay F-35b. Có sự tích hợp dần dần giữa ba chi nhánh JSDF để họ có thể hoạt động tự chủ hơn từ Hoa Kỳ.
Hoa Kỳ duy trì các căn cứ quân sự của Mỹ tại Nhật Bản như một phần của liên minh Hoa Kỳ-Nhật Bản năm 1951. Hầu hết quân đội Hoa Kỳ đều ở tỉnh Okinawa. Trong năm 2013, có khoảng 50.000 nhân viên quân sự Hoa Kỳ đóng quân tại Nhật Bản với 40.000 người phụ thuộc và 5.500 thường dân Mỹ được Bộ Quốc phòng Hoa Kỳ tuyển dụng. Hạm đội 7 của Hoa Kỳ có căn cứ tại Yokosuka, tỉnh Kanagawa. Lực lượng viễn chinh hải quân III (III MEF) có căn cứ  tại Okinawa. 130 máy bay chiến đấu của USAF đang đóng tại căn cứ không quân Misawa và căn cứ không quân Kadena. Các hoạt động của Hạm đội Hoa Kỳ Yokosuka là căn cứ hải quân lớn nhất và quan trọng nhất về mặt chiến lược của Hoa Kỳ ở phía tây Thái Bình Dương. Căn cứ này trước đây là căn cứ của Vùng Hải quân Yokosuka của Hải quân Đế quốc Nhật Bản, nhưng bây giờ chỉ có một phần nhỏ trong số đó được JMSDF sử dụng. Căn cứ không quân Kadena là căn cứ không quân lớn nhất và hoạt động mạnh nhất của Hoa Kỳ ở Viễn Đông. Nhật Bản trả 75% (4,4 tỷ đô la) cho tất cả các chi phí cơ bản của Hoa Kỳ. Sự sẵn sàng của Nhật Bản để tiếp đón phần lớn Lực lượng Vũ trang Hoa Kỳ ở Châu Á khiến Nhật Bản trở nên thiết yếu đối với chính sách an ninh của Mỹ ở Ấn Độ Dương-Thái Bình Dương. Điều này giúp Hoa Kỳ dự phóng lực lượng quân sự ở Thái Bình Dương và Châu Á. Liên minh Hoa Kỳ-Nhật Bản là nền tảng của hòa bình, ổn định và thịnh vượng kinh tế ở Thái Bình Dương.
Vào ngày 4 tháng 12 năm 2013, Hội đồng An ninh Quốc gia được thành lập để điều phối các chính sách an ninh quốc gia của Nhật Bản.
Vào tháng 6 năm 2014, Thủ tướng Shinzo Abe và nội các của ông đã đồng ý dỡ bỏ lệnh cấm dài hạn đối với quân đội Nhật Bản tham gia chiến đấu ở nước ngoài. Điều này là trong một nỗ lực để tăng cường tình hình Nhật Bản trong bối cảnh một cuộc xâm lược quân sự ngày càng tăng của Trung Quốc và chương trình vũ khí hạt nhân của Bắc Triều Tiên.
Đạo luật JSDF đã được sửa đổi vào năm 2015 để khiến cho nhân viên / nhân viên của JSDF bất hợp pháp tham gia vào sự bất tuân tập thể hoặc chỉ huy các lực lượng mà không có thẩm quyền hoặc vi phạm các mệnh lệnh, đó là lý do tại sao Nhật Bản tham gia vào Trung Quốc trên thế giới Chiến tranh II.

#### Liên minh Hoa Kỳ-Nhật Bản toàn cầu

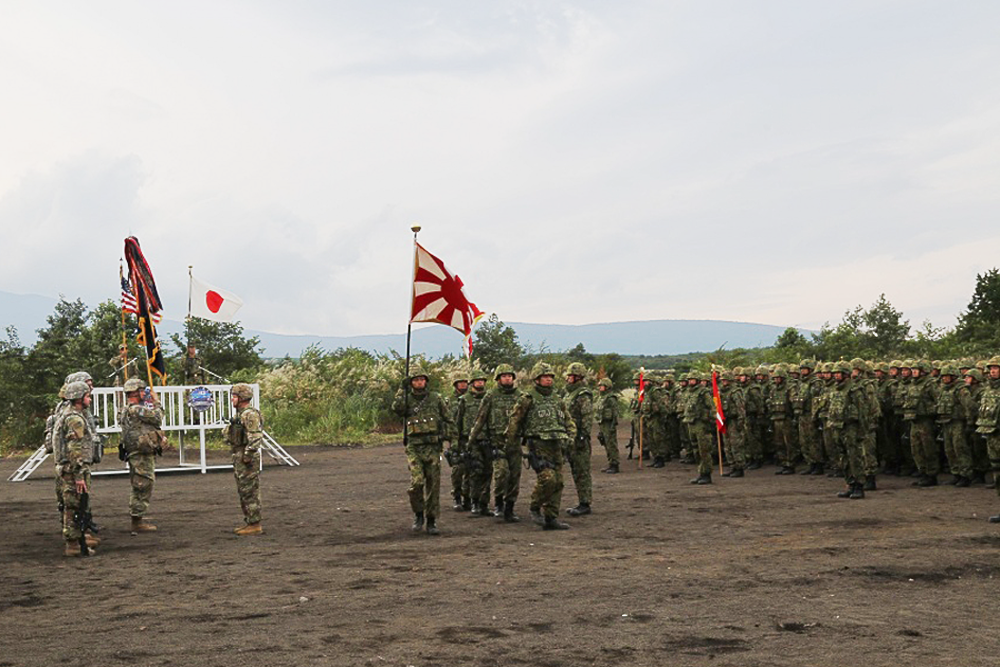
JGSDF và các binh sĩ Hoa Kỳ tham gia lễ khai mạc Orient Shield 2017 tại Camp Shin Yokotsuka, ngày 11 tháng 9 năm 2017.

Cho đến năm 2015, liên minh Hoa Kỳ-Nhật Bản là một liên minh khu vực với chính sách định hướng quốc phòng chủ yếu là bảo vệ Nhật Bản. Nguyên tắc hợp tác quốc phòng Nhật Bản - Hoa Kỳ (2015) đã thay đổi nó thành một liên minh toàn cầu với hợp tác quân sự toàn cầu và sự phối hợp lớn hơn giữa Hoa Kỳ-Nhật Bản. Nó đã loại bỏ các hạn chế trong khu vực rằng liên minh chỉ dành cho Nhật Bản và khu vực lân cận. Điều này cho phép Nhật Bản đảm nhận vai trò quân sự toàn cầu như ở Ấn Độ Dương-Thái Bình Dương. Đó là lần sửa đổi hướng dẫn hợp tác quốc phòng đầu tiên kể từ năm 1997. Cựu Ngoại trưởng Hoa Kỳ John Kerry tái khẳng định rằng Mỹ có cam kết sắt thép đối với an ninh của Nhật Bản, bao trùm tất cả các lãnh thổ thuộc chủ quyền Nhật Bản. Giải thích lại hiến pháp của Điều 9 và luật quân sự đã mở rộng vai trò tự vệ tập thể của JSDF với các đồng minh.
Vào ngày 18 tháng 9 năm 2015, Quốc hội đã ban hành luật quân sự Nhật Bản năm 2015, một loạt luật cho phép Lực lượng Phòng vệ Nhật Bản tự vệ tập thể cùng các đồng minh trong chiến đấu lần đầu tiên theo hiến pháp. Lực lượng tự vệ có thể cung cấp hỗ trợ vật chất cho các đồng minh tham gia chiến đấu quốc tế. Nó cũng cho phép quân đội JSDF bảo vệ các nền tảng vũ khí của nước ngoài góp phần bảo vệ Nhật Bản. Lý do là bằng cách không bảo vệ/hỗ trợ đồng minh, nó sẽ làm suy yếu các liên minh và gây nguy hiểm cho Nhật Bản. Đây là những thay đổi lớn nhất của Nhật Bản đối với luật quốc phòng kể từ Thế chiến II.
Kể từ tháng 3 năm 2016, Luật vì Hòa bình và An ninh của Nhật Bản cho phép các phản ứng dễ dàng hơn của JSDF đối với mọi tình huống để bảo vệ cuộc sống và sinh kế của người dân Nhật Bản. Nó cũng tăng các đóng góp chủ động cho hòa bình và an ninh trên thế giới và tăng cường hợp tác với các đối tác. Điều này đã tăng cường liên minh Nhật Bản - Hoa Kỳ với tư cách là đối tác toàn cầu để thúc đẩy hòa bình và an ninh trong khu vực và cộng đồng quốc tế.
Kể từ năm 2012, Nhật Bản và các đồng minh muốn duy trì "Ấn Độ Dương-Thái Bình Dương Tự do và Mở" (FOIP). Điều này có nghĩa là bất kỳ quốc gia nào cũng có thể tự do di chuyển qua Ấn Độ Dương và Thái Bình Dương từ châu Á đến châu Phi cho các mục đích kinh tế. Bằng cách thực hiện và bảo vệ sự thống trị của pháp luật trong các đại dương, hòa bình, ổn định và thịnh vượng có thể được thúc đẩy. Chiến lược FOIP trở thành chính sách chính thức của Nhật Bản và Hoa Kỳ vào năm 2017. Điều này trái ngược với Sáng kiến Vành đai và Con đường của Trung Quốc nơi Trung Quốc tìm cách trở thành đối tác kinh tế chính với ảnh hưởng lớn hoặc chủ yếu ở các quốc gia thuộc Á-Âu, Trung Đông và Châu Phi. Có những tranh chấp lãnh thổ ở Biển Đông, bởi vì Trung Quốc tuyên bố chủ quyền gần như toàn bộ Biển Đông và muốn kiểm soát các tuyến đường biển quan trọng ở châu Á. Trung Quốc đã xây dựng các tiền đồn quân sự trên các hòn đảo đe dọa và vi phạm các yêu sách lãnh thổ của các quốc gia khác như Đài Loan, Việt Nam, Malaysia, Indonesia, Brunei và Philippines. Một phần ba thương mại hàng hải toàn cầu (3 nghìn tỷ đô la) đã đi qua Biển Đông vào năm 2017.
Một cuộc khảo sát vào tháng 1 năm 2018 của Văn phòng Nội các cho thấy 89,8% có ấn tượng tốt về JSDF.
Nhật Bản đã triển khai Lữ đoàn đổ bộ nhanh, đơn vị thủy quân lục chiến đầu tiên kể từ Thế chiến thứ hai, vào ngày 7 tháng 4 năm 2018. Họ được huấn luyện để chống lại những kẻ xâm lược xâm chiếm các đảo của Nhật Bản. Nhật Bản đã không có một lực lượng đổ bộ kể từ Lực lượng thủy quân lục chiến Hoàng gia Nhật Bản. 50 binh sĩ ARDB đã được triển khai với 4 xe bọc thép lần đầu tiên trong một cuộc tập trận ở nước ngoài với thủy quân lục chiến Hoa Kỳ và Philippines trong Chiến dịch Kamandag ở Luzon, Philippines từ ngày 2 đến 11 tháng 10 năm 2018. Đây là lần đầu tiên xe bọc thép của Nhật Bản đổ bộ lên nước ngoài đất kể từ Thế chiến II.
Bộ Quốc phòng cho biết từ ngày 1 tháng 10 năm 2018, độ tuổi tối đa cho các nhân viên nhập ngũ và các ứng viên sĩ quan dự bị sẽ được tăng lên 32 từ 26 để đảm bảo cho một đội ngũ nhân viên Lực lượng Tự vệ (quân đội) ổn định trong bối cảnh các tân binh đang suy giảm do tỷ lệ sinh giảm gần đây.
Bộ Quốc phòng đang phát triển bom lượn siêu thanh để tăng cường phòng thủ các đảo xa xôi của Nhật Bản, bao gồm Quần đảo Senkaku. Khả năng tấn công chống mặt nước sẽ được sử dụng để giúp các chiến dịch đổ bộ và tái chiếm của Lữ đoàn đổ bộ nhanh ở các đảo xa.
Hợp tác quân sự tăng lên đáng kể với các nước dân chủ cùng chí hướng khác như Ấn Độ, Úc, Hoa Kỳ và Vương quốc Anh. Chẳng hạn như vào ngày 2 tháng 10 năm 2018, quân đội Anh của Đại đội Pháo binh Danh dự (HAC) lần đầu tiên tập trận cùng các binh sĩ GSDF của Nhật Bản tại Oyama, quận Shizuoka. Điều này cũng đánh dấu lần đầu tiên trong lịch sử, những người lính nước ngoài không phải là người Mỹ tập trận trên đất Nhật Bản. Mục đích là để cải thiện quan hệ đối tác chiến lược và hợp tác an ninh. Trung tướng Patrick Sanders nói rằng Nhật Bản sẽ không phải chiến đấu một mình.
Bộ Quốc phòng đã phân bổ 57 triệu đô la cho nghiên cứu và phát triển tên lửa siêu thanh trong Ngân sách Quốc phòng 2019. Nó có thể di chuyển gấp năm lần tốc độ âm thanh (Mach 5) hoặc nhanh hơn. Một nguyên mẫu động cơ scramjet, công nghệ nhiên liệu máy bay phản lực và vật liệu chịu nhiệt sẽ được chế tạo với thử nghiệm từ năm 2023 đến 2025.
Nhật Bản đã đặt tên cho tàu ngầm Oryu dài 84 mét, 2.950 tấn vào ngày 4 tháng 10 năm 2018. Đây là tàu ngầm đầu tiên của Nhật Bản chạy bằng pin lithium-ion và được phát triển bởi Mitsubishi Heavy Industries. Lực lượng Phòng vệ Biển Nhật Bản sẽ sử dụng nó vào tháng 3 năm 2020.
JGSDF và Quân đội Ấn Độ đã tiến hành cuộc tập trận quân sự chung đầu tiên của họ ở bang Mizoram của Ấn Độ từ ngày 27 tháng 10 đến 18 tháng 11 năm 2018. Đây chủ yếu là các cuộc tập trận chống khủng bố và cải thiện hợp tác song phương với 60 sĩ quan Nhật Bản và Ấn Độ.
Nhật Bản và Hoa Kỳ đã tiến hành cuộc tập trận quân sự lớn nhất quanh Nhật Bản cho đến nay trong Kiếm sắc hai năm một lần từ ngày 29 tháng 10 đến ngày 2 tháng 11 năm 2018. Nó bao gồm tổng cộng 57.000 thủy thủ, thủy quân lục chiến và lính không quân. 47.000 lính của JSDF và 10.000 của Quân đội Hoa Kỳ. Một tàu tiếp tế hải quân và tàu khu trục của Hải quân Hoàng gia Canada cũng tham gia. Có những mô phỏng về không chiến, phòng thủ tên lửa đạn đạo và đổ bộ.

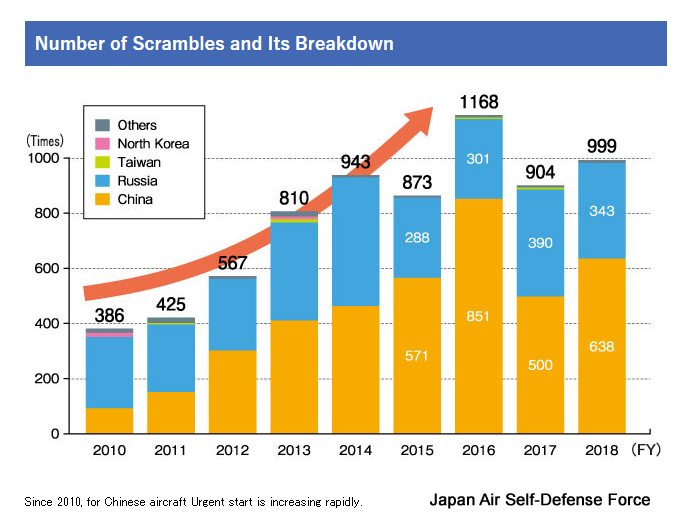
Số cuộc điều động khẩn cấp và sự cố của JASDF (2010 - 2018)

Kể từ năm 2008, số lượng các cuộc điều động khẩn cấp của JASDF để chặn máy bay Trung Quốc đã tăng lên nhanh chóng. Năm 2010 đã xảy ra nhiều cuộc điều động khẩn cấp với 31 máy bay Trung Quốc và 193 máy bay Nga. Đường bay của máy bay Trung Quốc chủ yếu ở Biển Hoa Đông, xung quanh quần đảo Ryukyu và qua Eo biển Triều Tiên. Nga thường xuyên thực hiện các chuyến bay quay quanh Nhật Bản.
Bộ Quốc phòng báo cáo trong năm tài khóa 2018 rằng có 999 cuộc điều động khẩn cấp của máy bay phản lực JASDF chống lại máy bay không xác định chủ yếu của Trung Quốc và Nga. Đó là số lượng cuộc điều động khẩn cấp cao thứ hai của JASDF kể từ năm 1958. 638 (64%) là máy bay Trung Quốc và 343 (34%) là máy bay Nga. Vào ngày 20 tháng 6 năm 2019, hai máy bay ném bom của Nga (Tupolev Tu-95) đã vi phạm không phận Nhật Bản hai lần trong cùng một ngày.
Vào tháng 12 năm 2018, Bộ Quốc phòng tuyên bố họ sẽ mua thêm 63 chiếc F-35A và 42 chiếc F-35B. Điều này làm tăng tổng số đơn hàng F-35 Lightning II từ 42 lên 147.
Chính phủ Nhật Bản đã phê chuẩn công văn JSDF đầu tiên cho hoạt động gìn giữ hòa bình mà không phải do Liên Hợp Quốc lãnh đạo. Hai sĩ quan JGSDF sẽ theo dõi lệnh ngừng bắn giữa Israel và Ai Cập tại Bộ chỉ huy Lực lượng đa quốc gia và Quan sát viên ở bán đảo Sinai từ ngày 19 tháng 4 đến ngày 30 tháng 11 năm 2019.
Vào ngày 19 tháng 4 năm 2019, Nhật Bản và Hoa Kỳ đã xác nhận rằng các cuộc tấn công mạng cũng được bảo vệ bởi hiệp ước an ninh song phương. Điều này sẽ được đánh giá trên cơ sở từng trường hợp. Hợp tác quốc phòng sẽ tăng cường cho chiến tranh ngoài vũ trụ, không gian mạng và điện tử.
Bộ trưởng Quốc phòng Takeshi Iwaya tuyên bố kế hoạch triển khai tên lửa đất đối không loại 12 vào tháng 3 năm 2020. Chúng có tầm bắn tăng 300 km và sẽ được sử dụng để bảo vệ phía nam quần đảo Ryukyu. Nhật Bản cũng đang phát triển tên lửa lượn tốc độ cao với tầm bắn 1000 km.

### Thời kỳ Lệnh Hòa (2019–)
Các tàu Hải quân Quân Giải phóng Nhân dân Trung Quốc (PLAN) ngày càng thực hiện các cuộc xâm nhập ở Tây Thái Bình Dương qua Eo biển Miyako. Eo biển Miyako là một trong số ít các tuyến đường thủy quốc tế mà Trung Quốc có thể tiếp cận Thái Bình Dương. Ngoài ra còn có hoạt động hải quân và trên không của Trung Quốc tăng gần quần đảo Senkaku thuộc sở hữu của Nhật Bản, nhưng do Trung Quốc tuyên bố chủ quyền. Điều này đặt phía nam quần đảo Ryukyu lên hàng đầu trong quốc phòng của Nhật Bản. Đến năm 2030 Trung Quốc có thể có bốn tàu sân bay. Trong khi đó, Nhật Bản chỉ có hai tàu sân bay lớp Izumo tương đối nhỏ. Mỗi chiếc Izumo chỉ có thể mang theo 10 chiếc F-35. Hiện tại không có kế hoạch chế tạo tàu khu trục hoạt động đa mục đích lớn hơn mặc dù các chuyên gia cho rằng Nhật Bản cần ít nhất bốn tàu sân bay để sử dụng hiệu quả trong các tình huống chiến đấu thực sự.
Chi tiêu quân sự của Trung Quốc tăng rất nhiều trong 20 năm qua. Năm 2019, Trung Quốc là quốc gia chi tiêu quân sự cao thứ hai với 250 tỷ đô la (1,9% GDP). Điều này đã củng cố sức mạnh quân sự của nước này trên biển và bầu trời trên khắp Nhật Bản. Trong khi đó, chi tiêu của Nhật Bản là 46,6 tỷ đô la (0,9% GDP). Nhật Bản vẫn phụ thuộc vào Mỹ về khả năng răn đe và tấn công do Điều 9 của hiến pháp năm 1947.
Vào tháng 5 năm 2019, JMSDF lần đầu tiên tham gia hai cuộc tập trận hải quân bốn bên. Trong đó có sự tham gia của JS Izumo và JS Murasame. Đây cũng là đợt triển khai hải quân mở rộng đầu tiên của Lữ đoàn đổ bộ nhanh. Cuộc tập trận đầu tiên là một chuyến đi bốn bên ở Biển Đông với các tàu hải quân của Hoa Kỳ, Ấn Độ, Nhật Bản và Philippines. Thứ hai là cuộc tập trận La Pérouse ở Vịnh Bengal với Pháp, Hoa Kỳ, Úc và Nhật Bản.
Vào ngày 28 tháng 5 năm 2019, Tổng thống Donald Trump đã kiểm tra tàu JS Kaga, con tàu thứ hai trong lớp Izumo, trong chuyến thăm Nhật Bản và ủng hộ nỗ lực của nước này với vai trò tích cực trong quốc phòng và an ninh khu vực Thái Bình Dương. Đây là cuộc kiểm tra đầu tiên của tổng thống Hoa Kỳ về tàu chiến Nhật Bản. Trump cũng tuyên bố rằng JS Kaga sẽ giúp bảo vệ Nhật Bản và Mỹ trước các mối đe dọa trong khu vực và hơn the nữa.
Ngày càng có nhiều sự ủng hộ của người Nhật để thay đổi Nhật Bản từ một người theo chủ nghĩa hòa bình thành một quốc gia "bình thường" với một quân đội chính thức. Vào tháng 4 năm 2019, một cuộc thăm dò của Kyodo News cho thấy 45% cho rằng Điều 9 của hiến pháp nên được sửa đổi. Sự hỗ trợ sửa đổi này một phần là do: sự thù địch của Triều Tiên, một Trung Quốc ngày càng quyết đoán và quan hệ không ổn định với Nga do tranh chấp lãnh thổ ngăn cản hiệp ước hòa bình được ký kết. Có những tranh chấp lãnh thổ liên quan đến Quần đảo Senkaku, Đảo Liancourt và Quần đảo Kuril. Nhật Bản tuyên bố rằng Hoa Kỳ đã không giải quyết đúng đắn các vấn đề này. Vì vậy Nhật Bản phải tự cấp cho mình các phương tiện để bảo vệ chính mình.
Nhiều Chính phủ Nhật Bản đã nỗ lực sửa đổi Hiến pháp Nhật Bản để Nhật Bản có thể có một quân đội chính thức và bình thường với khả năng tấn công để chia sẻ gánh nặng tương ứng với nhiệm vụ an ninh quốc gia. Điều này đã được ngăn chặn bởi một tình cảm phản chiến giữa dân chúng và các chính trị gia. Vào tháng 5 năm 2017, Thủ tướng Nhật Bản Shinzo Abe đã đưa ra thời hạn 2020 để sửa đổi Điều 9 Hiến pháp Nhật Bản, một điều khoản trong Hiến pháp quốc gia của Nhật Bản cấm sử dụng biện pháp chiến tranh để giải quyết các tranh chấp quốc tế liên quan đến nhà nước. Điều 9 này được viết bởi Hoa Kỳ.
Sách trắng 'Quốc phòng Nhật Bản 2019' liệt kê Trung Quốc là mối đe dọa lớn hơn Triều Tiên. Bộ trưởng Quốc phòng Tarō Kōno cho biết, thực tế là Trung Quốc đang tăng nhanh chi tiêu quân sự, Trung Quốc hiện đang triển khai các khí tài trên không và trên biển ở Tây Thái Bình Dương và qua eo biển Tsushima vào Biển Nhật Bản với tần suất lớn hơn. Tờ báo đã hạ cấp Triều Tiên vì đã thoát khỏi hiệp ước chia sẻ thông tin quân sự. Điều này có thể khiến việc quản lý các mối đe dọa từ Triều Tiên trở nên khó khăn hơn.
Vào ngày 21 tháng 10 năm 2019, một sĩ quan quân đội cấp cao của Hoa Kỳ tại Tokyo nói rằng "Nhật Bản tránh việc sử dụng vũ khí tấn công theo hiến pháp của mình là không còn chấp nhận được". Sĩ quan tuyên bố rằng Nhật Bản cần suy nghĩ lại về việc từ bỏ vũ khí tấn công và chính phủ nên thảo luận với công chúng. Cảnh sát cũng đề cập đến các hạn chế hạn chế của lực lượng Hoa Kỳ và sự chuẩn bị của JSDF cho các tình huống bất ngờ. Sĩ quan nói rằng chính phủ Nhật Bản nên thông báo cho công chúng về các mối đe dọa của Trung Quốc và Triều Tiên. Đặc biệt là sự tích tụ của quân đội Trung Quốc với các tên lửa đạn đạo và hành vi đối kháng của nó đe dọa Nhật Bản và các nước khác.

## Di sản quân sự của Nhật Bản

Tướng quân, daimyo và samurai là giai cấp thống trị trong thời Mạc phủ Tokugawa.

Điều khác biệt Nhật Bản với các quốc gia khác là Nhật Bản gần như liên tục bị cai trị bởi tầng lớp quân đội với shōgun, daimyo và samurai trong đỉnh cao cấu trúc xã hội Nhật Bản trong 676 năm (từ 1192 đến 1868 sau Công nguyên). Năm 1192, shōgun Minamoto no Yoritomo và gia tộc Minamoto đã thành lập một chính phủ quân phiệt phong kiến ở Kamakura. Thiên hoàng ở trên shōgun và được tôn sùng tối cao, nhưng chỉ là bù nhìn. Giới quý tộc triều đình là một hội đồng cầm quyền trên danh nghĩa với rất ít ảnh hưởng. Giai cấp thống trị thực tế là các nhân vật quân sự Nhật Bản: shōgun (nhà độc tài quân sự), daimyo (lãnh chúa phong kiến) và samurai (quý tộc và sĩ quan quân đội). Các samurai được thần tượng hóa và hành vi của họ là hành vi mẫu mực cho các tầng lớp xã hội khác. Điều này dẫn đến văn hóa Nhật Bản có một di sản quân sự lâu dài. Trong lịch sử loài người, chỉ có một vài quốc gia có giai cấp chiến binh đứng đầu cấu trúc xã hội của họ, một giai cấp thực tế vượt trên cả tầng lớp quý tộc. Và cũng không nhiều chính phủ quân phiệt kéo dài hơn 600 năm.
Một điểm khác biệt chính giữa Trung Quốc cổ đại và xã hội Nhật Bản là sự phát triển của tầng lớp samurai ở Nhật Bản. Thời phong kiến Trung Quốc có bốn giai cấp: văn nhân Nho giáo và địa chủ, nông dân, nghệ nhân và thương nhân. Các nhà văn và chủ nhà Nho giáo đứng đầu trong cấu trúc xã hội Trung Quốc. Xã hội phong kiến Nhật Bản cũng bị phân tầng, nhưng có tầng lớp samurai đứng đầu xã hội Nhật Bản từ thế kỷ thứ 12. Do đó, nhiều chuyên gia coi Nhật Bản tiền hiện đại là một "quốc gia chiến binh" là những lý tưởng, ý thức hệ của các samurai thấm nhuần văn hóa và xã hội Nhật Bản. Chẳng hạn như Võ sĩ đạo và tục ngữ Nhật Bản Hana wa sakuragi, hito wa bushi (tiếng Nhật: 花は桜木人は武士, nghĩa đen là "hoa [tốt nhất] là hoa anh đào; người đàn ông [tốt nhất] là chiến binh"). Một cách tương đối thành ngữ Trung Quốc là Haonan budang Bing, Hao tie bu dading (tiếng Trung: 好铁不打钉、好男不当兵, có nghĩa là "Sắt tốt không được đúc thành đinh; người tốt không được chế tạo thành lính").
Vào năm 1551 sau Công nguyên, trong Thời kỳ Sengoku, nhà truyền giáo Công giáo La Mã Navarra, ông Francis Xavier là một trong những người phương Tây đầu tiên đến thăm Nhật Bản. Đức Phanxicô mô tả Nhật Bản như sau:
Nhật Bản là một đế chế rất lớn bao gồm các hòn đảo. Một ngôn ngữ được nói xuyên suốt, không khó học lắm. Đất nước này được phát hiện bởi người Bồ Đào Nha tám hoặc chín năm trước. Người Nhật rất tham vọng về danh dự và sự phân biệt, và nghĩ rằng họ vượt trội so với tất cả các quốc gia trong vinh quang quân sự và lòng dũng cảm. Họ trao danh hiệu và tôn vinh tất cả những gì đã làm trong chiến tranh và không có gì họ tự hào bằng vũ khí được trang trí bằng vàng và bạc. Họ luôn đeo gươm và dao găm cả trong và ngoài nhà, và khi đi ngủ, họ treo chúng trên đầu giường. Nói tóm lại, họ coi trọng vũ khí hơn bất kỳ người nào tôi từng thấy. Họ là những cung thủ xuất sắc, và thường chiến đấu bằng chân, mặc dù không thiếu ngựa trong nước. Họ rất lịch sự với nhau, nhưng không phải với người nước ngoài, những người mà họ hoàn toàn coi thường. Họ dành phương tiện của mình cho vũ khí, trang điểm cơ thể và cho một số tiếp viên, và không quan tâm đến việc tiết kiệm tiền. Nói tóm lại, họ là một dân tộc rất hiếu chiến và gây chiến lẫn nhau liên tục; vũ khí càng mạnh thì càng mang tầm ảnh hưởng rộng lớn. Họ có một người đứng đầu tối cao, mặc dù trong một trăm năm mươi năm qua, các quý tộc đã không còn vâng lời ông, và đây là nguyên nhân của mối thù truyền kiếp giữa họ.

Nakamura giải thích vào năm 1843 sau Công nguyên:
Dân tộc ta là một quốc gia của vũ khí. Vùng đất ở phía tây [Trung Quốc] là một quốc gia của các chữ viết. Quốc gia của chữ viết coi trọng ngòi bút. Quốc gia của vũ khí coi trọng thanh kiếm. Điều đó đã được xác định từ ban đầu... Đất nước chúng ta và họ cách xa nhau hàng trăm dặm, tập quán của chúng ta là hoàn toàn khác nhau, tính khí của nhân dân ta khác nhau - vậy làm thế nào chúng ta có thể có thể đi chung đường? (Nakamura 1843 được trích dẫn trong Watanabe 2012: 285).

Minh Trị Duy tân củng cố hệ thống chính trị dưới Thiên hoàng Nhật Bản với những khả năng thực tế. Shogun và daimyo đã bị bãi bỏ. Lãnh địa của họ đã được trả lại cho hoàng đế. Quyền lực chủ yếu được chuyển giao cho một nhóm người được gọi là Phiên phiệt và Genrō, người đã giúp khôi phục quyền lực hoàng gia. Các Genrō là các chính khách cấp cao đã nghỉ hưu và cố vấn không chính thức cho hoàng đế. Tất cả các Genrō ngoại trừ Saionji Kinmochi đều là hậu duệ của các gia tộc samurai hạng trung hoặc thấp hơn từ Satsuma và Chōshū. Họ là công cụ lật đổ Mạc phủ Tokugawa trong Chiến tranh Boshin (1868-1869).
Năm 1873, Thiên hoàng Minh Trị đã bãi bỏ giai cấp samurai để ủng hộ một đội quân kiểu phương Tây. Họ đã mất các đặc quyền của mình như lớp duy nhất được phép sử dụng vũ khí. Nhiều samurai tình nguyện làm lính, và nhiều người cấp tiến được đào tạo thành sĩ quan. Phần lớn lớp sĩ quan Quân đội Đế quốc Nhật Bản có nguồn gốc samurai, và có động lực cao, kỷ luật và được đào tạo đặc biệt. Nhiều samurai biết chữ và được giáo dục tốt. Chẳng hạn như Nam tước Sadao Araki, từng giữ chức Bộ trưởng Bộ Giáo dục và Iwasaki Yatarō, người sáng lập Mitsubishi năm 1870. Vì vậy, hầu hết các nhà lãnh đạo trong xã hội Nhật Bản trong thời kỳ Minh Trị (quân sự, chính trị và kinh doanh) là cựu samurai hoặc hậu duệ của samurai. Họ đã chia sẻ một tập hợp các giá trị và triển vọng. Điều này khiến cho chủ nghĩa quân phiệt Nhật Bản thống trị đời sống chính trị và xã hội của Đế quốc Nhật Bản. Tầng lớp quân phiệt được cho là những người cai trị thực tế của Nhật Bản trong khoảng 753 năm từ 1192 đến năm 1945 sau Công nguyên, bắt đầu với vị tướng quân đầu tiên cho đến các chính trị gia cũ của samurai. Hiến pháp năm 1947 đã biến Nhật Bản thành một quốc gia theo chủ nghĩa hòa bình. Các cựu quân nhân đã chuyển sang các ngành nghề khác như người làm công ăn lương. Douglas MacArthur được mệnh danh là Gaijin Shōgun (外人将軍) vì là thủ lĩnh quân sự của Nhật Bản từ năm 1945 đến 1951.
Ở Nhật Bản hiện đại, di sản chiến binh được ghi nhớ và tôn kính. Ví dụ: samurai và binh lính nổi tiếng trong văn học (ví dụ: Miyamoto Musashi, Hiroo Onoda), lễ hội (Lễ hội Shingen-ko), võ thuật, phim ảnh, giải trí, nghệ thuật và lâu đài phong kiến. Các tập tục văn hóa như trà đạo Nhật Bản, vẽ mực đơn sắc, vườn đá Nhật Bản và thơ ca như Tuyệt mệnh thi gắn liền với samurai và được người bảo trợ chiến binh chấp nhận trong suốt nhiều thế kỷ (1200-1600 sau CN).  Có những người Nhật Bản có ảnh hưởng trong kinh doanh và chính trị là hậu duệ của các gia đình samurai. Lý tưởng của samurai và võ sĩ đạo là một phần không thể thiếu trong văn hóa Nhật Bản. Các hệ tư tưởng bắt nguồn từ tầng lớp quân sự của Nhật Bản được điều chỉnh và sử dụng khi cần thiết.

## Bảo tàng quân sự Nhật Bản
Đây là những bảo tàng quan trọng về lịch sử quân sự Nhật Bản.
- Bảo tàng JMSDF Kure - về JMSDF, trong đó có tàu ngầm JDS Akishio thuộc lớp Yūshio của JMSDF đã nghỉ hưu.
- Bảo tàng Yamato - nó có mô hình tỷ lệ 1/10 của thiết giáp hạm Yamato, một máy bay Mitsubishi A6M Zero Model 62 và ngư lôi có người lái Kaiten và Tàu ngầm lớp Keryū.
- Trung tâm thông tin cộng đồng JGSDF - nó có một bảo tàng với các thiết bị và phương tiện chiến đấu thực tế của JGSDF.
- Căn cứ không quân Hamamatsu - nó có một bảo tàng về JASDF với máy bay, công nghệ, tokusatsu và lịch sử quân sự của Nhật Bản.
- Yūshūkan - đây là bảo tàng quân sự và chiến tranh đầu tiên và lâu đời nhất ở Nhật Bản, được thành lập vào năm 1882.
- Bảo tàng hòa bình Chiran dành cho phi công Kamikaze - một bảo tàng hòa bình dành riêng cho hàng trăm phi công Kamikaze từ căn cứ không quân tại Chiran.
- Bảo tàng Tưởng niệm Hòa bình Hiroshima - dành riêng cho tài liệu về vụ đánh bom nguyên tử thành phố Hiroshima trong Thế chiến II.
- Lâu đài Matsumoto - tầng hai có bộ sưu tập súng, áo giáp và các vũ khí khác.
- Bảo tàng Ninja của Igaryu - về lịch sử của ninja và ninjutsu.
- Bảo tàng Kiếm Nhật - dành riêng cho nghệ thuật chế tạo kiếm của Nhật Bản.